# 訃報 2021年12月
訃報 2021年12月（ふほう 2021ねん12がつ）では、2021年12月に物故した、又は物故が報じられた人物について纏める。

## 1日 - 15日

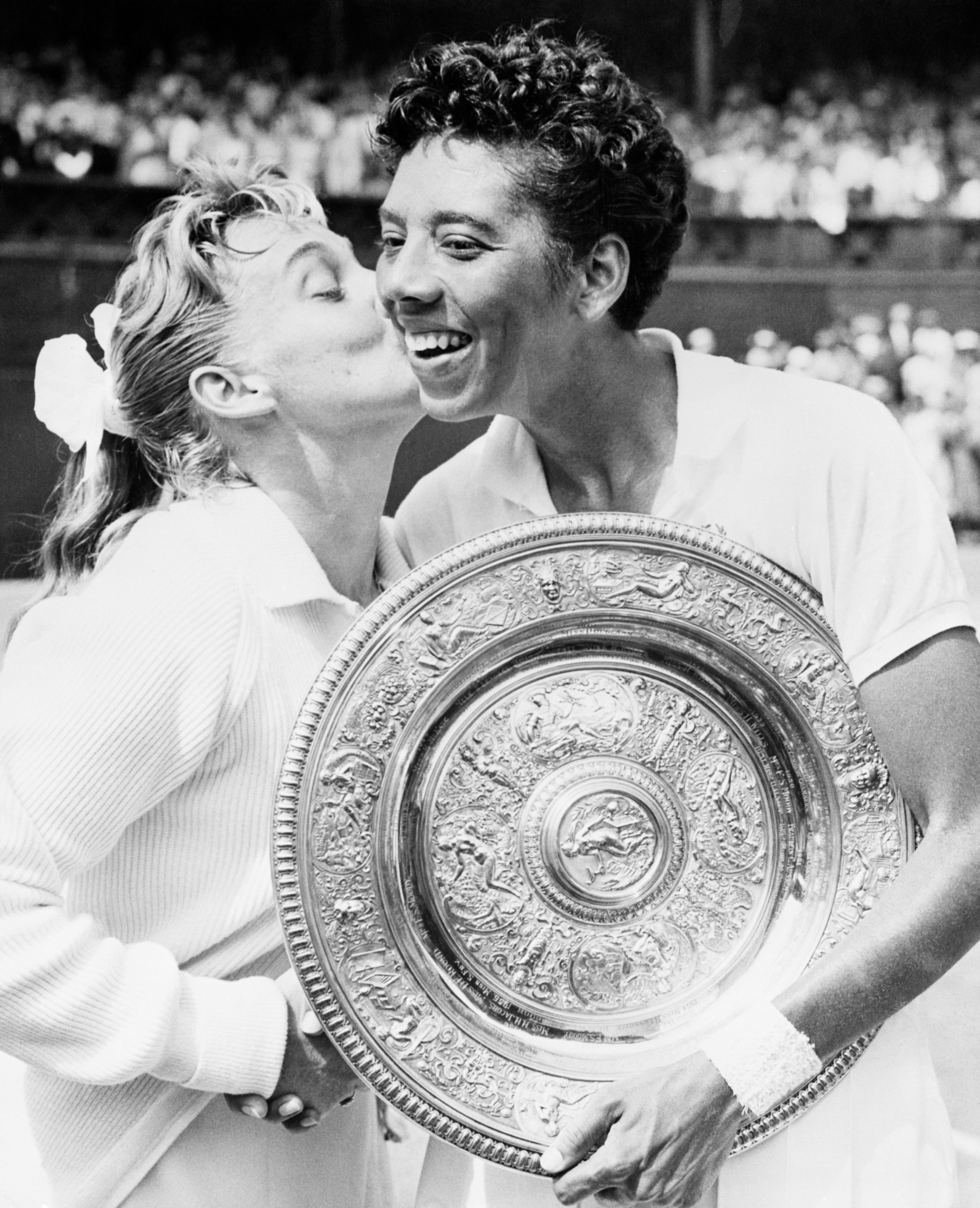
ダーリーン・ハード（左）／12月2日没

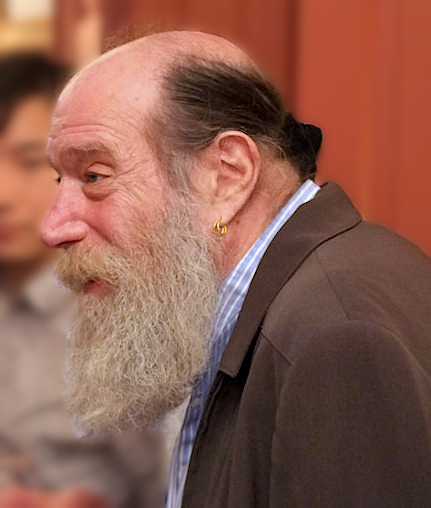
ローレンス・ウェイナー／12月2日没

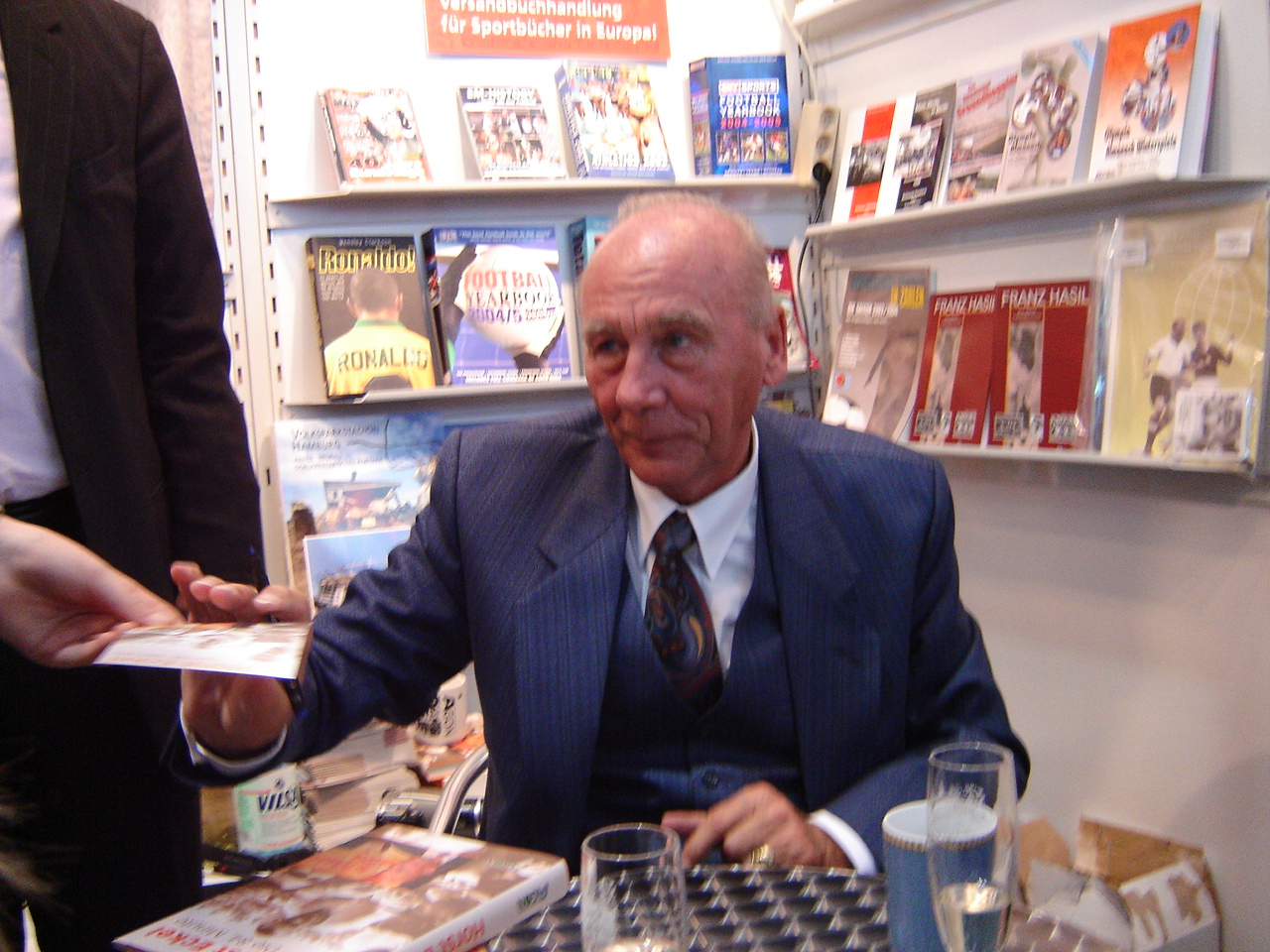
ホルスト・エッケル／12月3日没

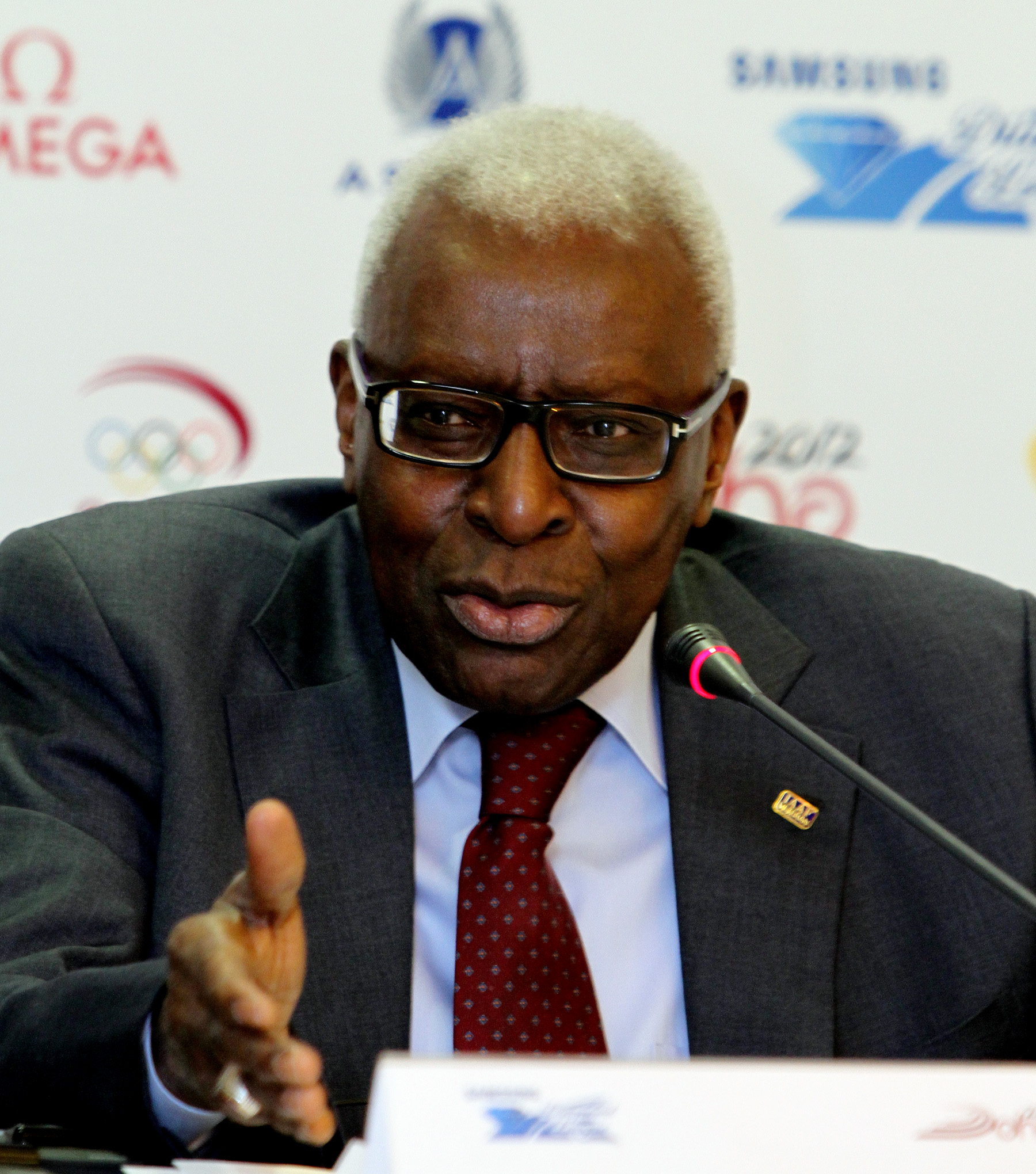
ラミーヌ・ディアック／12月3日没

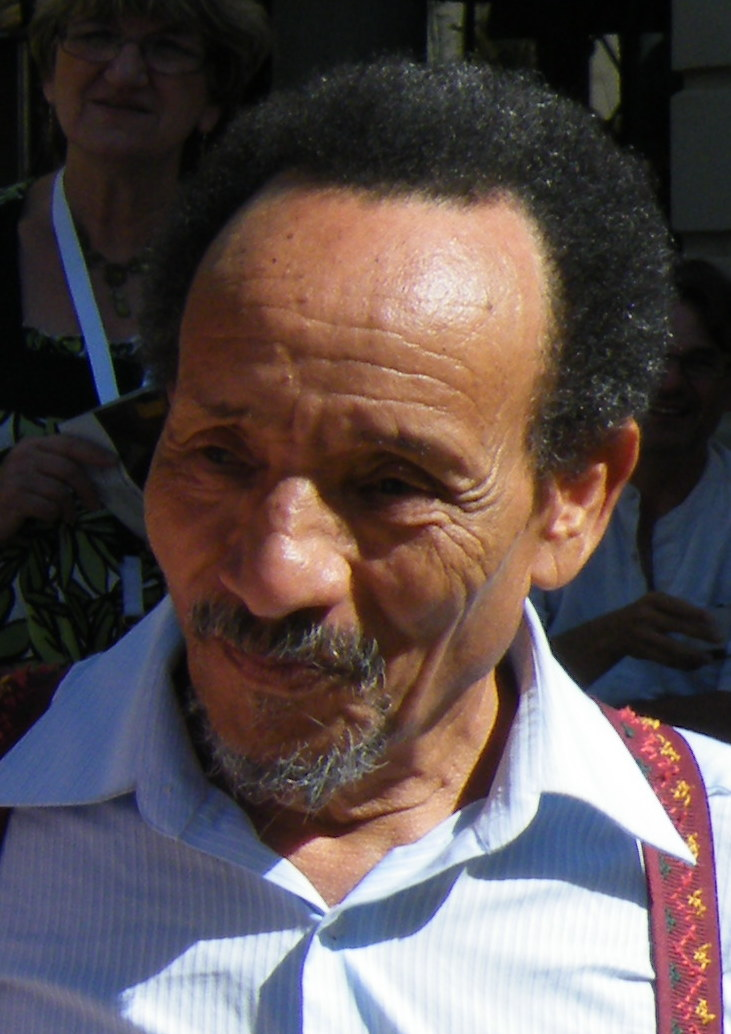
ピエール・ラビ／12月4日没

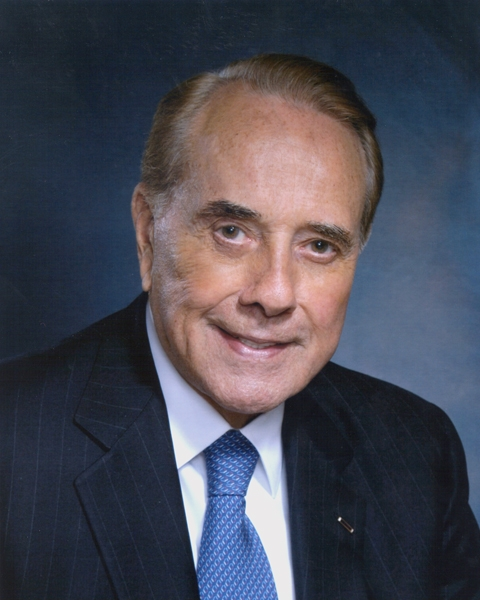
ボブ・ドール／12月5日没

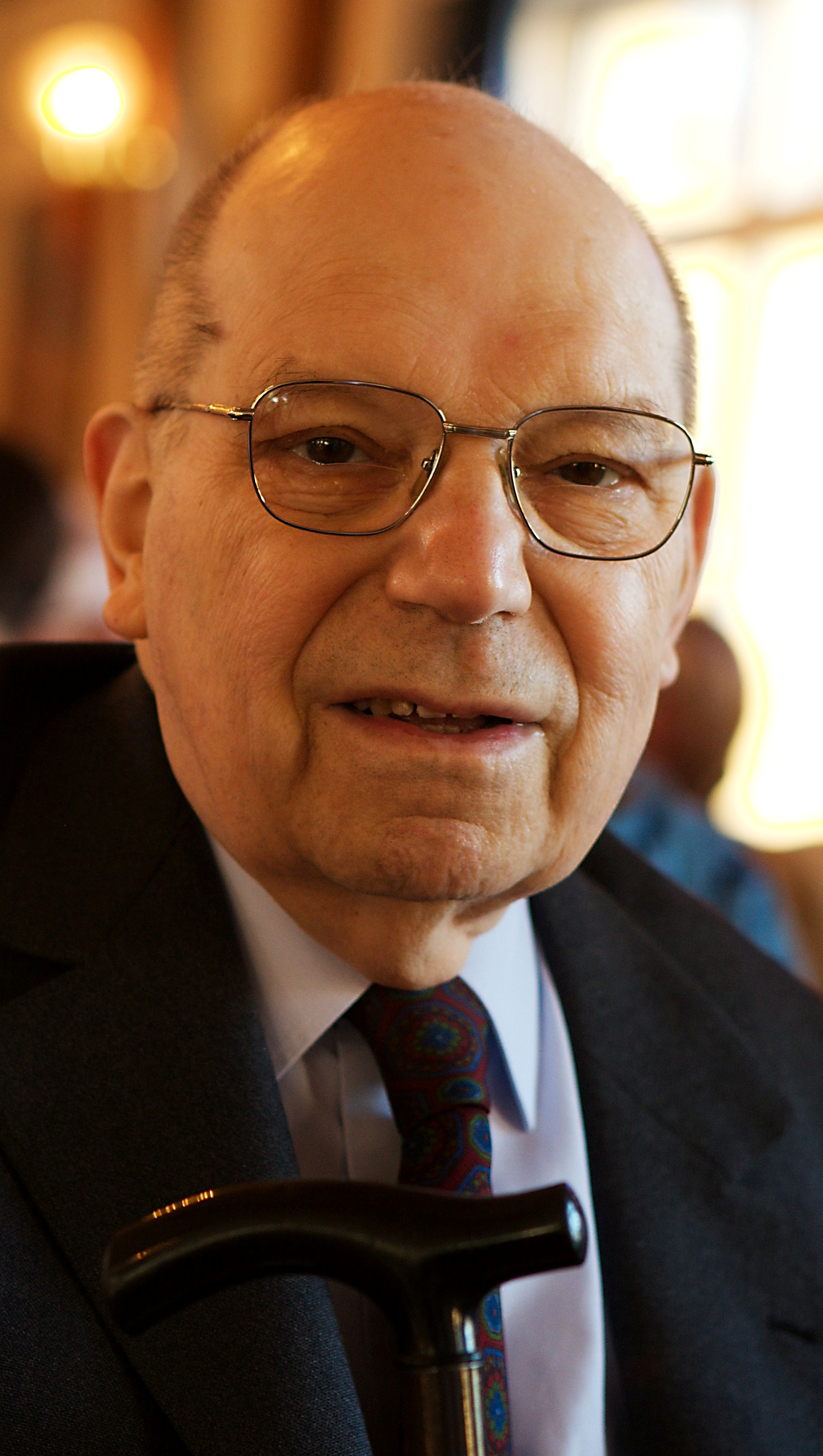
ジャック・ティッツ／12月5日没

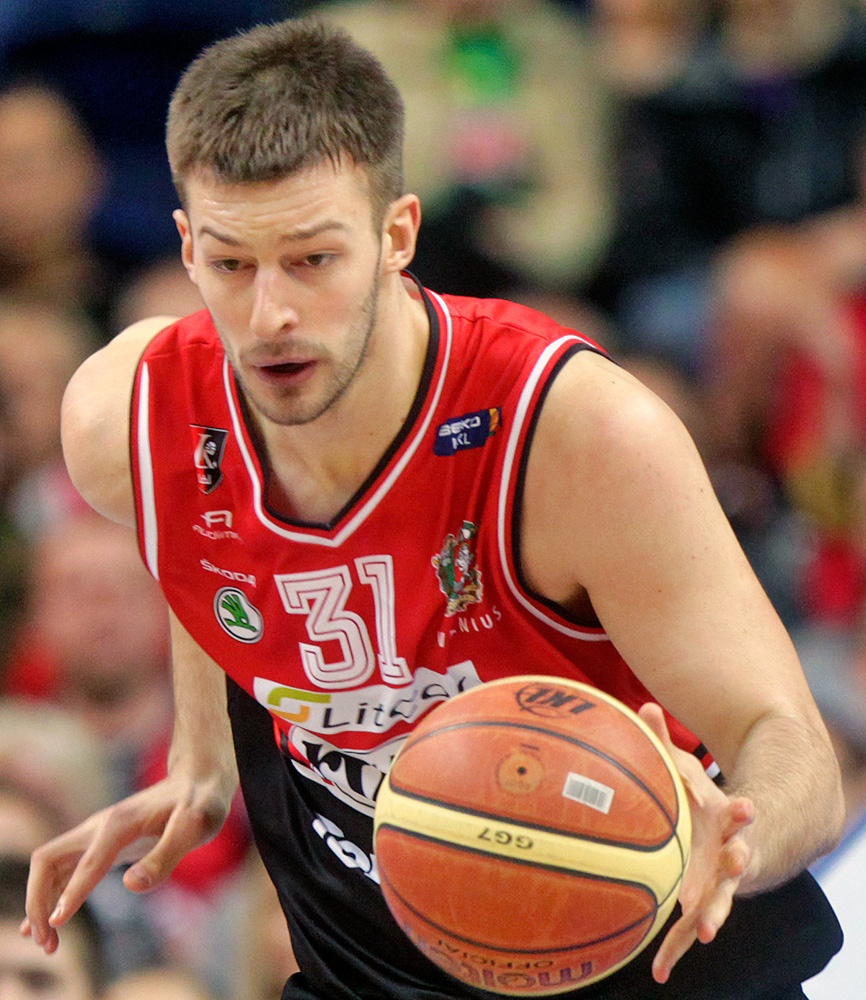
ステヴァン・イェロヴァツ／12月5日没

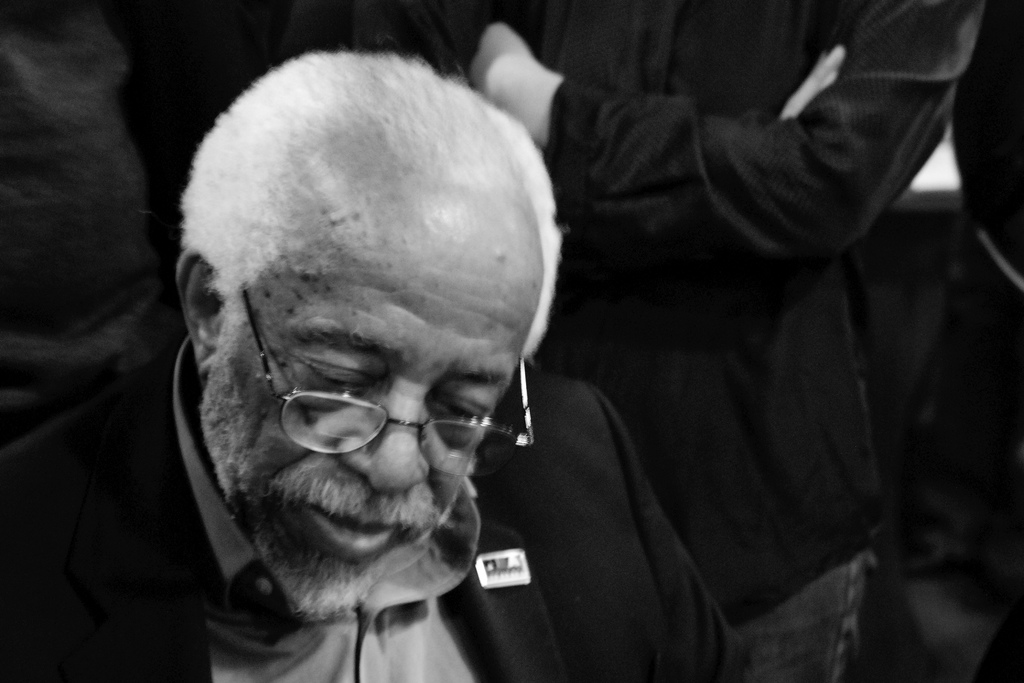
バリー・ハリス／12月8日没

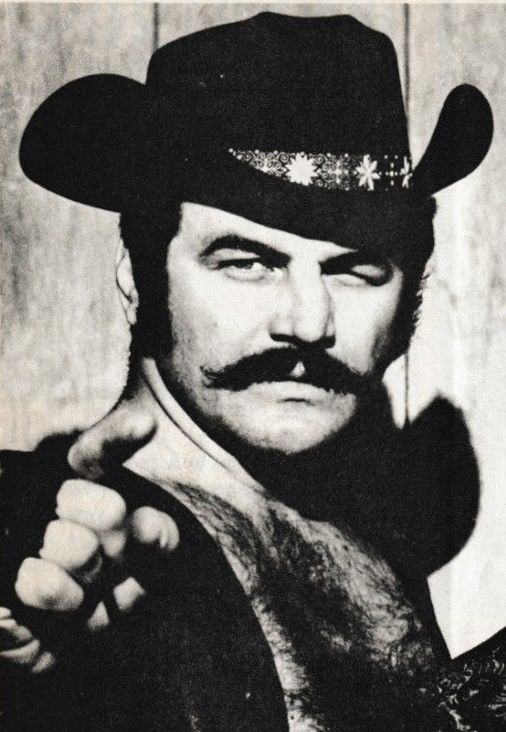
ブラックジャック・ランザ／12月8日没

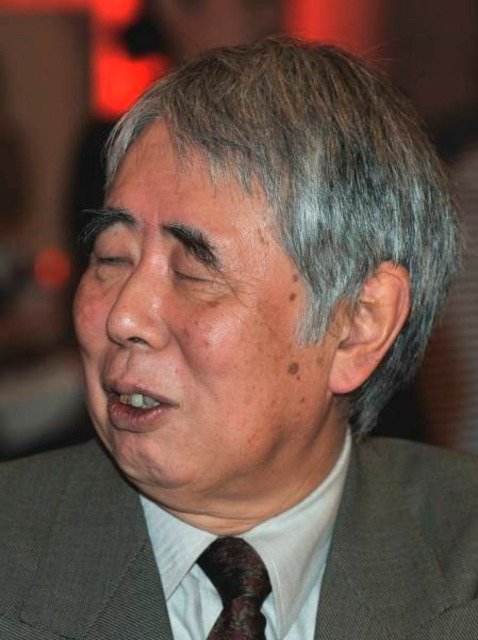
古谷三敏／12月8日没

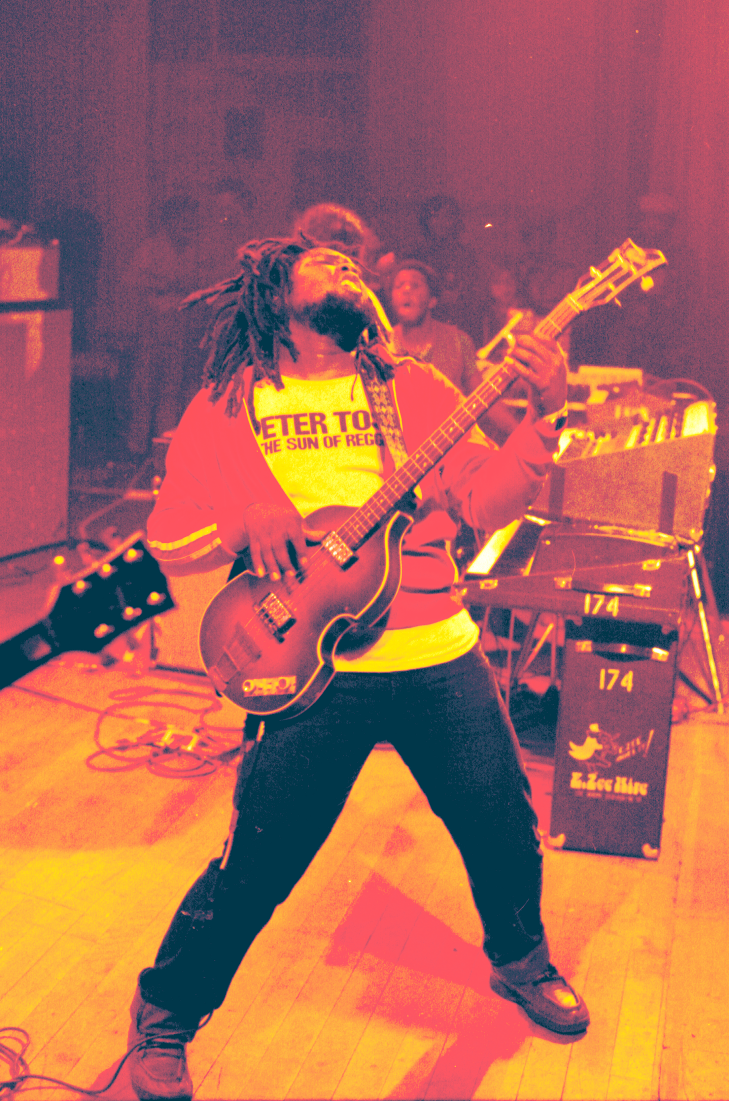
ロビー・シェイクスピア／12月8日没

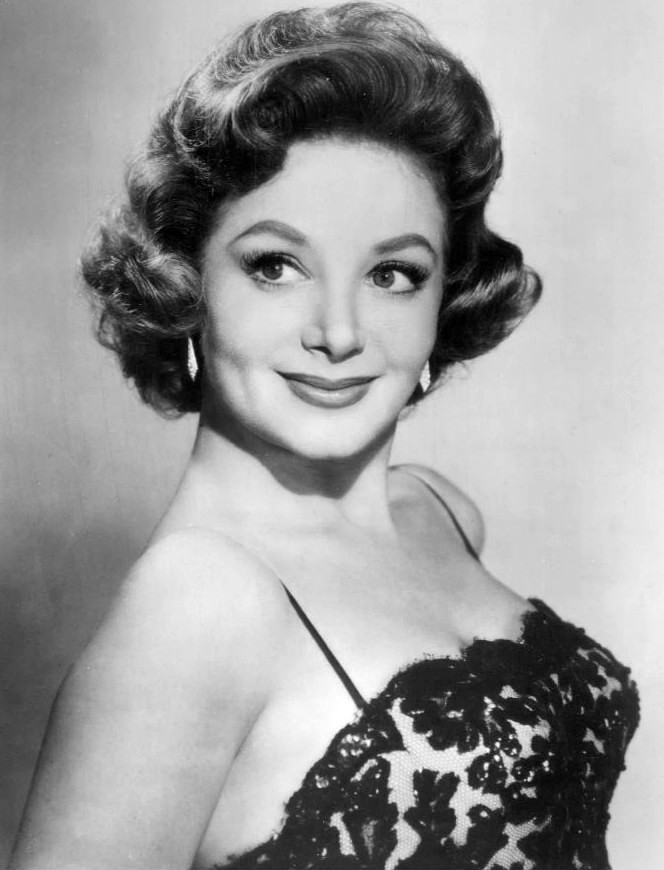
カーラ・ウィリアムズ／12月9日没

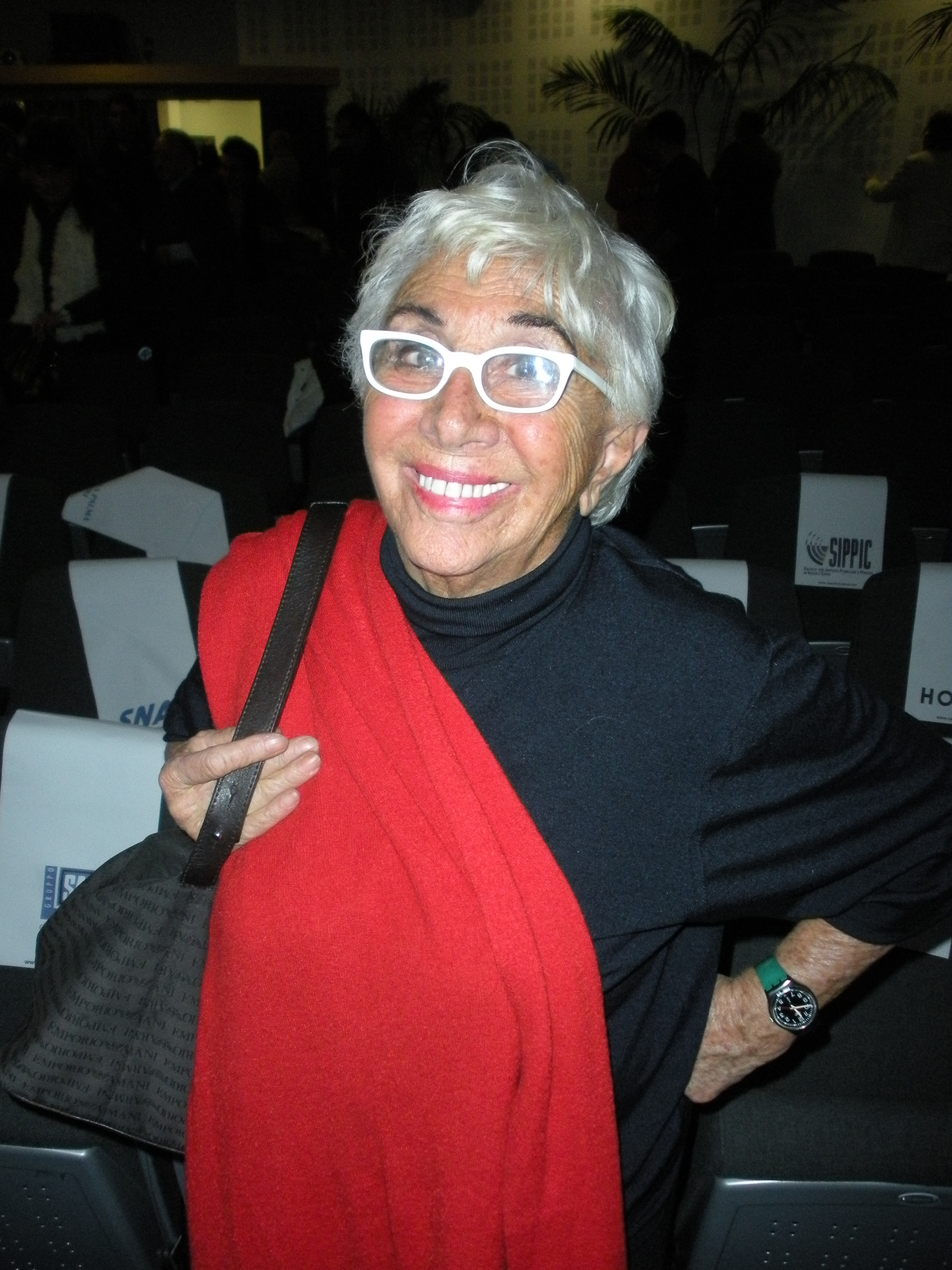
リナ・ウェルトミューラー／12月9日没

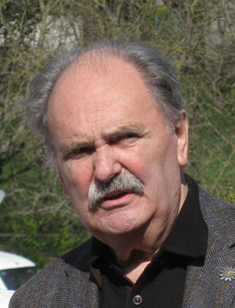
ルイス・イリサール／12月9日没

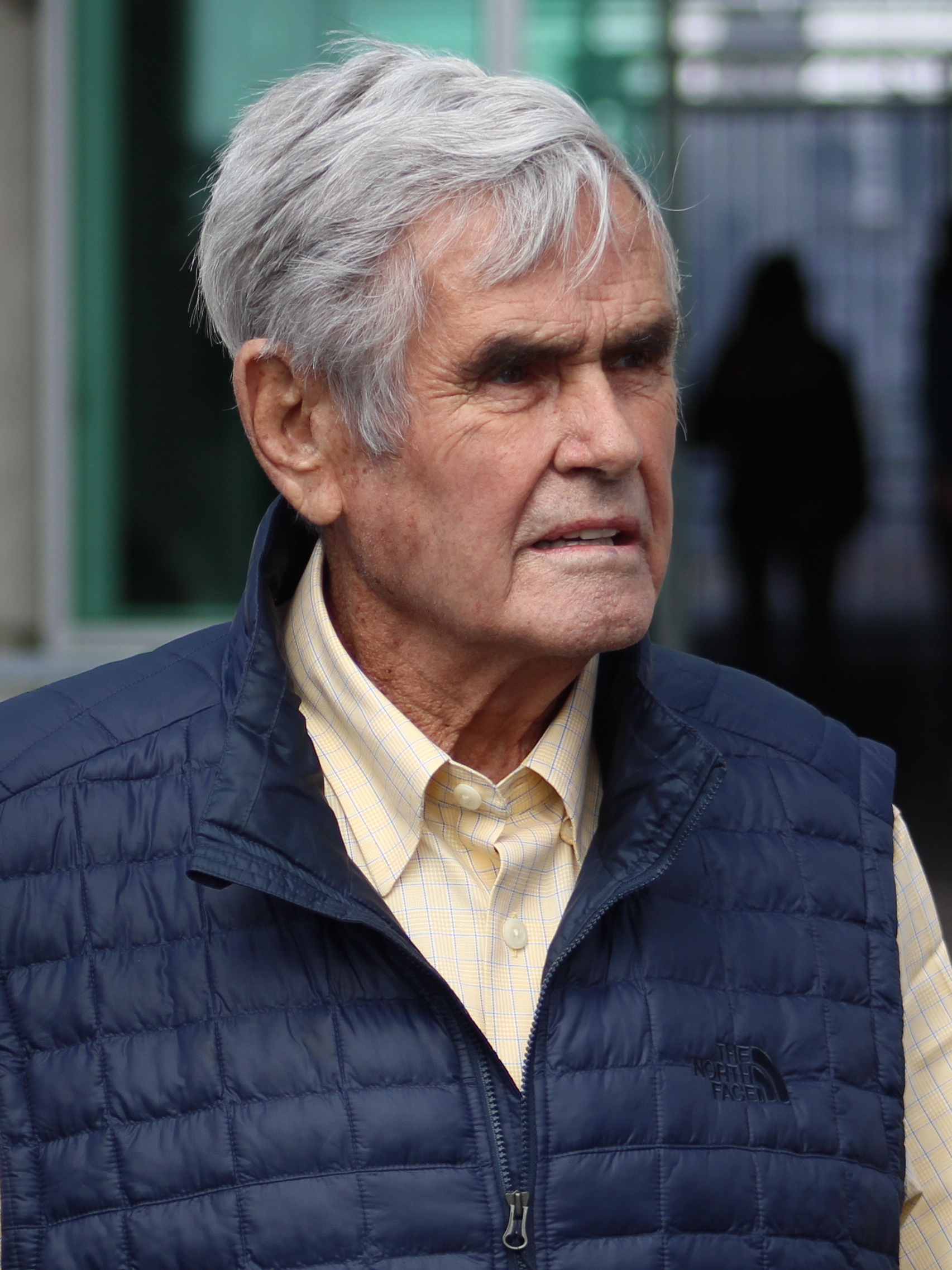
アル・アンサー／12月9日没

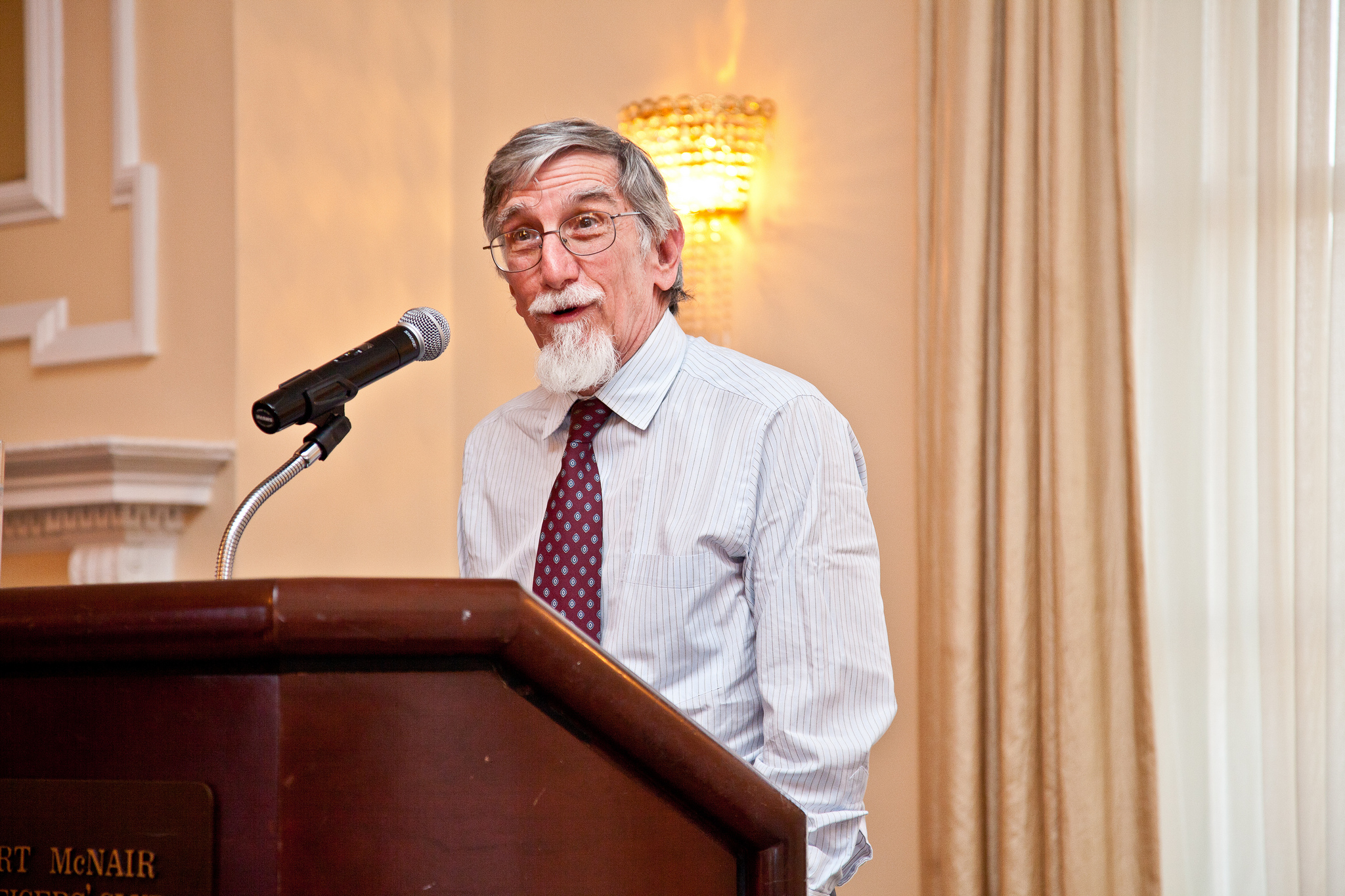
ロバート・ジャーヴィス／12月9日没

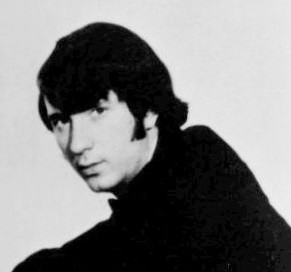
マイク・ネスミス／12月10日没

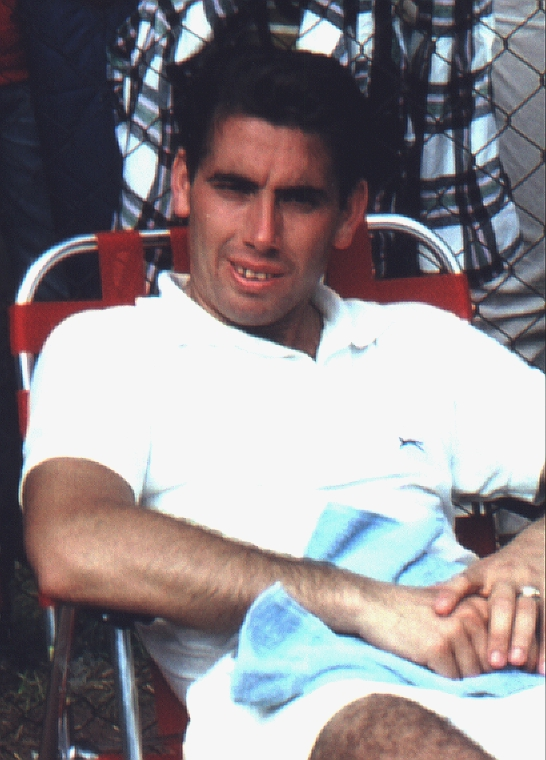
マニュエル・サンタナ／12月11日没

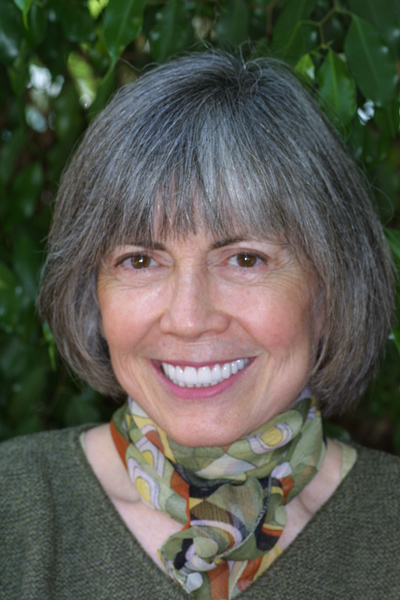
アン・ライス／12月11日没

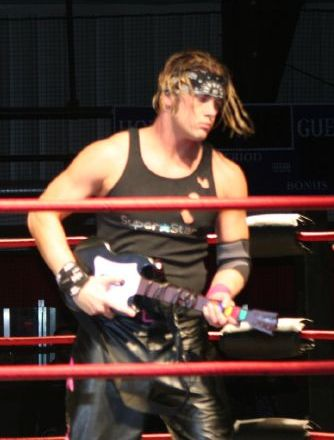
ジミー・レイブ／12月12日没

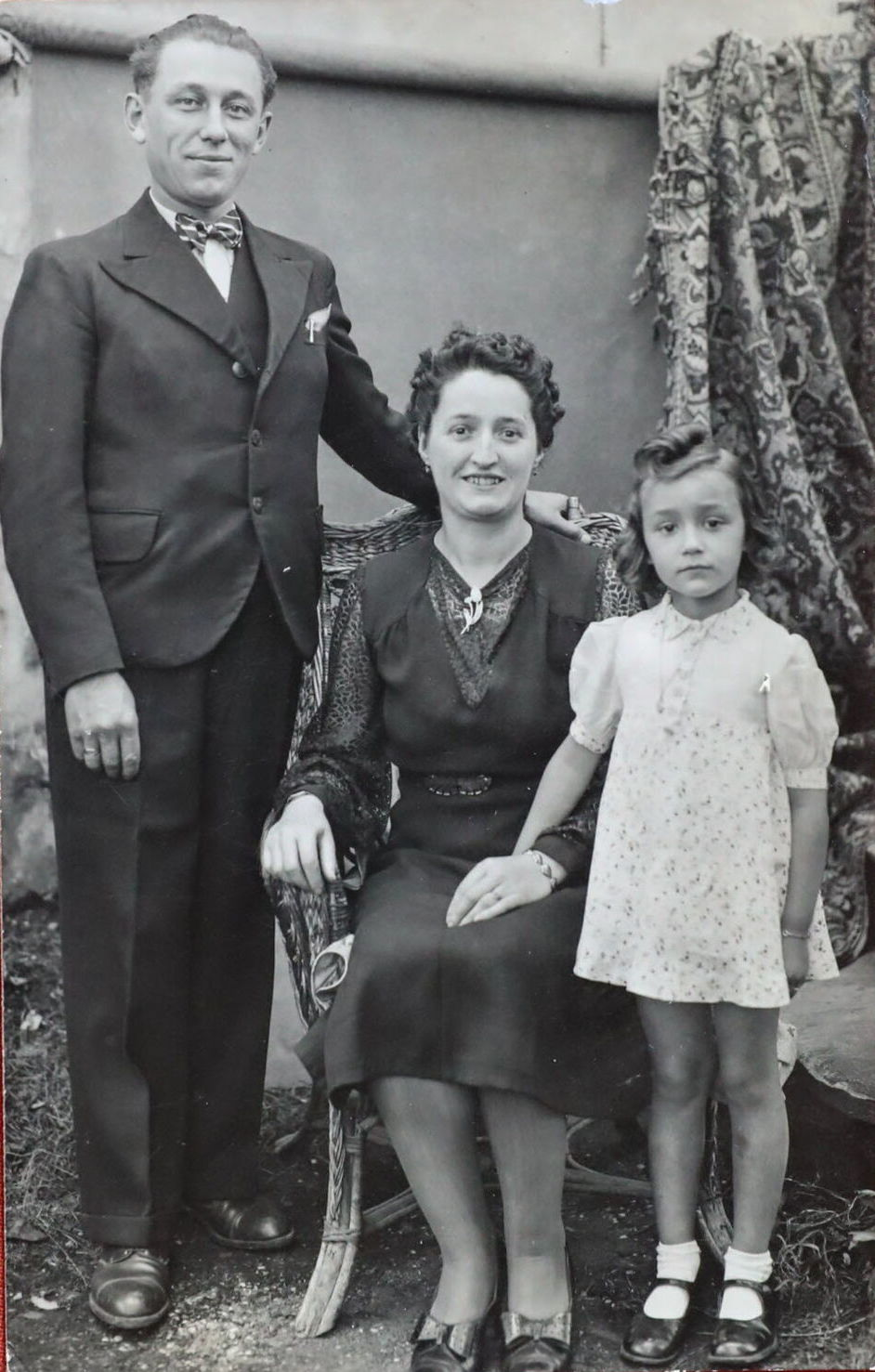
マルセル・メイズ（左）／12月15日没

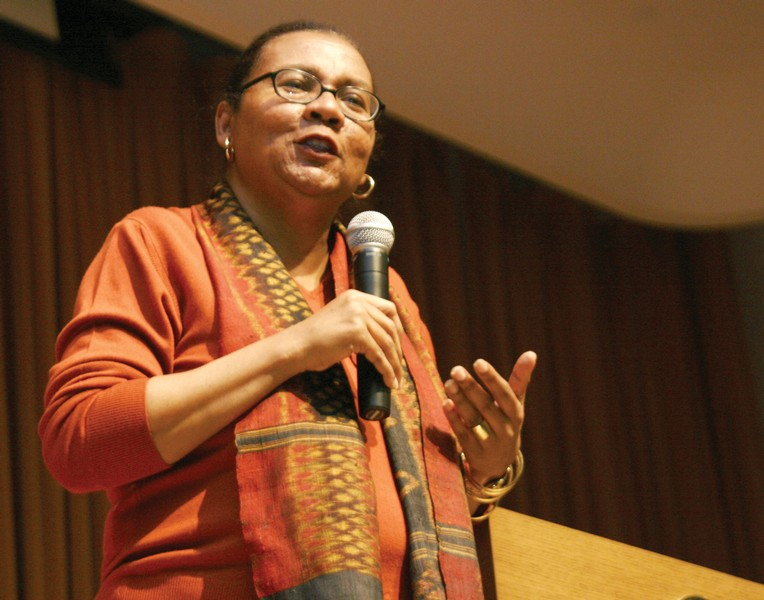
ベル・フックス／12月15日没

- 12月1日 - アルヴィン・ルシエ（英語版）、アメリカ合衆国の実験音楽作曲家（* 1931年）[1]
- 12月1日 - 田村洋三、日本のノンフィクション作家（* 1931年）[2]
- 12月1日 - 信本敬子、日本の脚本家（* 1964年）[3]
- 12月1日 - キム・ドンウン（朝鮮語版）、韓国の元KBOリーグ選手【KTウィズなどに所属】（* 1990年）[4]
- 12月2日 - ダーリーン・ハード、アメリカ合衆国の元テニス選手（* 1936年）[5]
- 12月2日 - 南山英雄、日本の実業家、元北海道電力社長（* 1940年）[6]
- 12月2日 - ローレンス・ウェイナー、アメリカ合衆国のコンセプチュアル・アーティスト（* 1942年）[7]
- 12月2日 - リチャード・コール（英語版）、イギリスのマネージャー、元レッド・ツェッペリンツアーマネージャー（* 1946年）[8]
- 12月2日 - アントニー・シャー（英語版）、南アフリカ共和国出身のイギリスの俳優（* 1949年）[9]
- 12月3日 - アイリーン・アッシュ、イギリスのテストクリケット選手（* 1911年）[10]
- 12月3日 - 八奈見乗児、日本の声優（* 1931年）[11]
- 12月3日 - ホルスト・エッケル、ドイツの元サッカー選手、元西ドイツ代表（* 1932年）[12]
- 12月3日 - ラミーヌ・ディアック、セネガルの元陸上競技選手、第5代国際陸上競技連盟会長（* 1933年）[13]
- 12月3日 - 宇田進、日本の神学者、福音派牧師、東京基督教大学名誉教授（* 1933年）[14]
- 12月3日 - メルヴィン・パーカー（英語版）、アメリカ合衆国のドラマー、ジェームス・ブラウンバンドメンバー（* 1944年）[15]
- 12月3日 - 新井満、日本の著作家、作詞作曲家（* 1946年）[16]
- 12月3日 - 黒岩明、日本のオートレース選手【川口オートレース場所属】（* 1976年）[17]
- 12月4日 - ストーンウォール・ジャクソン（英語版）、アメリカ合衆国のカントリー・ミュージックシンガー（* 1932年）[18]
- 12月4日 - ピエール・ラビ、アルジェリア出身のフランスの随筆家、環境運動家（* 1938年）[19]
- 12月4日 - マーサ・デ・ラウレンティス、アメリカ合衆国の映画プロデューサー（* 1954年）[20]
- 12月4日 - シン・ジョンウォン（朝鮮語版）、韓国の映画監督（* 1974年）[21]
- 12月5日 - ボブ・ドール、アメリカ合衆国の政治家、元共和党上院院内総務、1996年大統領選挙共和党候補（* 1923年）[22]
- 12月5日 - ジャック・ティッツ、ベルギー出身のフランスの数学者（* 1930年）[23]
- 12月5日 - 矢田部理、日本の政治家、弁護士、元参議院議員【日本社会党・新社会党所属】、初代新社会党委員長（* 1932年）[24]
- 12月5日 - 宋基淑、韓国の小説家（* 1935年）[25]
- 12月5日 - 牧口雄二、日本の日本のテレビ・映画監督、映画プロデューサー（* 1936年）[26]
- 12月5日 - 穴見寛、日本の高校野球指導者、元東海大学付属相模高等学校・東海大学第五高等学校野球部監督（* 1947年?）[27]
- 12月5日 - ジョン・マイルズ（英語版）、イギリスのシンガーソングライター、ミュージシャン（* 1949年）[28]
- 12月5日 - スコット・ページ＝パグター、アメリカ合衆国の声優、テレビプロデューサー（* 1957年）[29]
- 12月5日 - ステヴァン・イェロヴァツ、セルビアのバスケットボール選手【三遠ネオフェニックスなどに所属】（* 1989年）[30]
- 12月6日 - アイビー・テイト、オーストラリアのスーパーセンテナリアン（* 1910年）[31]
- 12月6日 - 柴田祐作、日本の洋画家（* 1925年）[32]
- 12月6日 - コーレ・ウィロック（英語版）、ノルウェーの政治家、元首相、元オスロ・アーケシュフース県知事（* 1928年）[33][34]
- 12月6日 - 片岡宏雄、日本の元プロ野球選手【中日ドラゴンズ・国鉄スワローズ所属】、元ヤクルトスワローズ編成部長（* 1936年）[35]
- 12月6日 - 荒木浩、日本の実業家、元東京電力社長（* 1936年）[36]
- 12月6日 - コボール・ヤーノシュ（ハンガリー語版）、ハンガリーの歌手、オメガ（英語版）メンバー（* 1943年）[37]
- 12月6日 - 上村雅之、日本の技術者、立命館大学衣笠総合研究所客員教授（* 1943年）[38][39]
- 12月6日 - 中尾幸男、日本のテレビプロデューサー、実業家、元C.A.L代表取締役社長（* 1946年）[40]
- 12月6日 - クリス・アキレオス（英語版）、ギリシャ出身のイギリスのイラストレーター（* 1947年）[41][42]
- 12月7日 - ムスタファー・ベン・ハリーム（英語版）、リビアの政治家、第3代首相（* 1921年）[43]
- 12月7日 - 丸谷明夫、日本の吹奏楽指導者・教育者、大阪府立淀川工科高等学校名誉教諭、全日本吹奏楽連盟元理事長（* 1945年）[44]
- 12月7日 - 倉田誠、日本の元プロ野球選手【読売ジャイアンツ・ヤクルトスワローズ所属】、元読売ジャイアンツ運営部長（* 1946年）[45]
- 12月8日 - 竹内一夫、日本の脳外科医、杏林大学名誉学長（* 1923年）[46]
- 12月8日 - バリー・ハリス、アメリカ合衆国のジャズピアニスト（* 1929年）[47]
- 12月8日 - 生悦住望、日本の実業家、ダイジェット工業会長（* 1934年）[48]
- 12月8日 - ブラックジャック・ランザ、アメリカ合衆国のプロレスラー、元AWA・WWWF世界タッグ王者（* 1935年）[49]
- 12月8日 - 古谷三敏、日本の漫画家（* 1936年）[50]
- 12月8日 - ギル・ブリッジス（英語版）、アメリカ合衆国のR&Bサックス奏者、歌手、レア・アース（英語版）メンバー（* 1941年?）[51]
- 12月8日 - スサーナ・ヒグチ、ペルーの政治家、元アルベルト・フジモリ夫人（* 1950年）[52]
- 12月8日 - 富永茂樹、日本の社会学者、京都大学名誉教授（* 1950年）[53]
- 12月8日 - ジャック・ジマコ（英語版）、フランス領ニューカレドニアの元サッカー選手、元同国代表（* 1951年）[54]
- 12月8日 - ロビー・シェイクスピア、ジャマイカのベーシスト、スライ&ロビーメンバー（* 1953年）[55]
- 12月8日 - ビピン・ラワット（英語版）、インドの軍人、国防参謀長（* 1958年）[56]
- 12月8日 - 小鳥遊やひろ、日本のベーシスト、ロックバンド「nurié」メンバー（* 1990年）[57]
- 12月9日 - 他阿真円（加藤円住）、日本の時宗僧侶、政治家、時宗第74世法主、元岡崎市議会議員（* 1919年）[58]
- 12月9日 - カーラ・ウィリアムズ、アメリカ合衆国の女優（* 1925年）[59]
- 12月9日 - 三角荘一、日本の有機化学者、大阪大学名誉教授（* 1926年?）[60]
- 12月9日 - リナ・ウェルトミューラー、イタリアの映画監督、脚本家（* 1928年）[61]
- 12月9日 - オタル・パツァツィア（英語版）、ジョージアの政治家、第3代グルジア共和国首相（* 1929年）[62]
- 12月9日 - ルイス・イリサール、キューバ出身のスペインのバスク料理シェフ（* 1930年）[63]
- 12月9日 - 鈴木淳、日本の作曲家、音楽プロデューサー（* 1934年）[64]
- 12月9日 - 山口知三、日本のドイツ文学者、京都大学名誉教授（* 1936年）[65]
- 12月9日 - アル・アンサー、アメリカ合衆国のレーシングドライバー、インディアナポリス500 4度の優勝者、国際モータースポーツ殿堂（* 1939年）[66]
- 12月9日 - ロバート・ジャーヴィス、アメリカ合衆国の国際政治学者（* 1940年）[67]
- 12月9日 - 上出洋介、日本の地球・宇宙物理学者、名古屋大学名誉教授（* 1943年）[68]
- 12月9日 - デヴィッド・ラズリー（英語版）、アメリカ合衆国のシンガーソングライター（* 1947年）[69]
- 12月9日 - 頼和太郎、日本の反在日米軍運動家、雑誌編集者（* 1948年）[70]
- 12月9日 - ガース・デニス（英語版）、ジャマイカのレゲエミュージシャン、ブラック・ウフル／元ウェイリング・ソウルズメンバー（* 1949年）[71]
- 12月9日（訃報発表日） - スティーブ・ブロンスキ（英語版）、イギリスのキーボード奏者、ブロンスキ・ビートメンバー（* 1960年）[72]
- 12月9日 - デマリウス・トーマス（英語版）、アメリカ合衆国の元アメリカンフットボール選手（* 1987年）[73]
- 12月9日 - Slim 400（英語版）、アメリカ合衆国のラッパー（* 1988年）[74]
- 12月10日 - 小坂健介、日本の実業家、元信濃毎日新聞社社長（* 1933年）[75]
- 12月10日 - マイク・ネスミス、アメリカ合衆国のミュージシャン、作詞家、グラミー賞受賞者、モンキーズメンバー（* 1942年）[76]
- 12月10日 - リーランド・ウィルキンソン、アメリカ合衆国のコンピュータ統計学者（* 1944年）[77]
- 12月10日 - 廣瀬洋二郎、日本の芸能プロモーター、オフィスニグンニイバ代表取締役（* 1959年?）[78]
- 12月11日 - ガリーナ・サムソワ（英語版）、ロシアのバレエダンサー（* 1937年）[79]
- 12月11日 - 平田弘史、日本の漫画家（* 1937年）[80][81]
- 12月11日 - 原田宏二、日本の警察ジャーナリスト、北海道警察警視長（* 1937年）[82]
- 12月11日 - マニュエル・サンタナ、スペインの元テニス選手（* 1938年）[83][84]
- 12月11日 - アン・ライス、アメリカ合衆国の小説家（* 1941年）[85]
- 12月12日 - ロランド・へモンド（英語版）、アメリカ合衆国のMLB球団幹部、元シカゴ・ホワイトソックス、ボルチモア・オリオールズGM（* 1929年）[86]
- 12月12日 - 鎌田孝一、日本の自然保護活動家（* 1930年）[87]
- 12月12日 - ポーリアス・マタネ（英語版）、パプアニューギニアの政治家、第8代総督（* 1931年）[88]
- 12月12日 - 高良留美子、日本の詩人、女性史研究者（* 1932年）[89]
- 12月12日 - 井上恵博、日本の実業家、ケーユーホールディングス社長兼会長（* 1936年）[90]
- 12月12日 - ユーリー・シャロフ（英語版）、ロシアの元フェンシング選手、1964年東京オリンピックフルーレ団体金メダリスト【旧ソビエト連邦代表】（* 1939年）[91]
- 12月12日 - ビセンテ・フェルナンデス（英語版）、メキシコのランチェーラ歌手（* 1940年）[92]
- 12月12日 - 八杉将司、日本の小説家、SF作家（* 1972年）[93]
- 12月12日 - ジミー・レイブ、アメリカ合衆国の元プロレスラー（* 1982年）[94]
- 12月13日 - 初代真山一郎、日本の浪曲師（* 1929年）[95]
- 12月13日 - セルゲイ・ソロヴィヨフ（英語版）、ロシアの映画監督（* 1944年）[96]
- 12月13日 - 柏木博、日本のデザイン評論家、武蔵野美術大学名誉教授（* 1946年）[97]
- 12月14日（この日までに死去） - 金英柱、朝鮮民主主義人民共和国の政治家、最高人民会議常任委員会名誉副委員長、元国家副主席、元朝鮮労働党政治局員（* 1920年）[98][99]
- 12月14日 - 宮原守男、日本の弁護士、教文館会長（* 1928年）[100]
- 12月14日 - ケン・クレーゲン（英語版）、アメリカ合衆国の音楽マネージャー、音楽プロデューサー、ハンズ・アクロス・アメリカ提唱者（* 1936年）[101]
- 12月14日 - ジャンアルベルト・ベンダッツィ、イタリアのアニメーション映画史家（* 1946年）[102]
- 12月14日 - フィル・チェン（英語版）、ジャマイカのベーシスト、元ロッド・スチュワートバンドメンバー（* 1946年）[103]
- 12月14日 - ベロニカ・フォルケ（英語版）、スペインの女優（* 1955年）[104]
- 12月15日 - マルセル・メイズ、フランスのスーパーセンテナリアン、世界の男性で4番目に高齢だった人物（* 1909年）[105]
- 12月15日（訃報発表日） - ヴィヴィアン・クック、イギリスの言語学者（* 1940年）[106]
- 12月15日 - ワンダ・ヤング（英語版）、アメリカ合衆国の歌手、マーヴェレッツメンバー（* 1943年）[107]
- 12月15日 - ファーイズ・タラーウネ（英語版）、ヨルダンの政治家、第31代首相、元外相（* 1949年）[108]
- 12月15日 - ベル・フックス、アメリカ合衆国の作家、社会活動家、フェミニスト（* 1952年）[109]

## 16日 - 31日

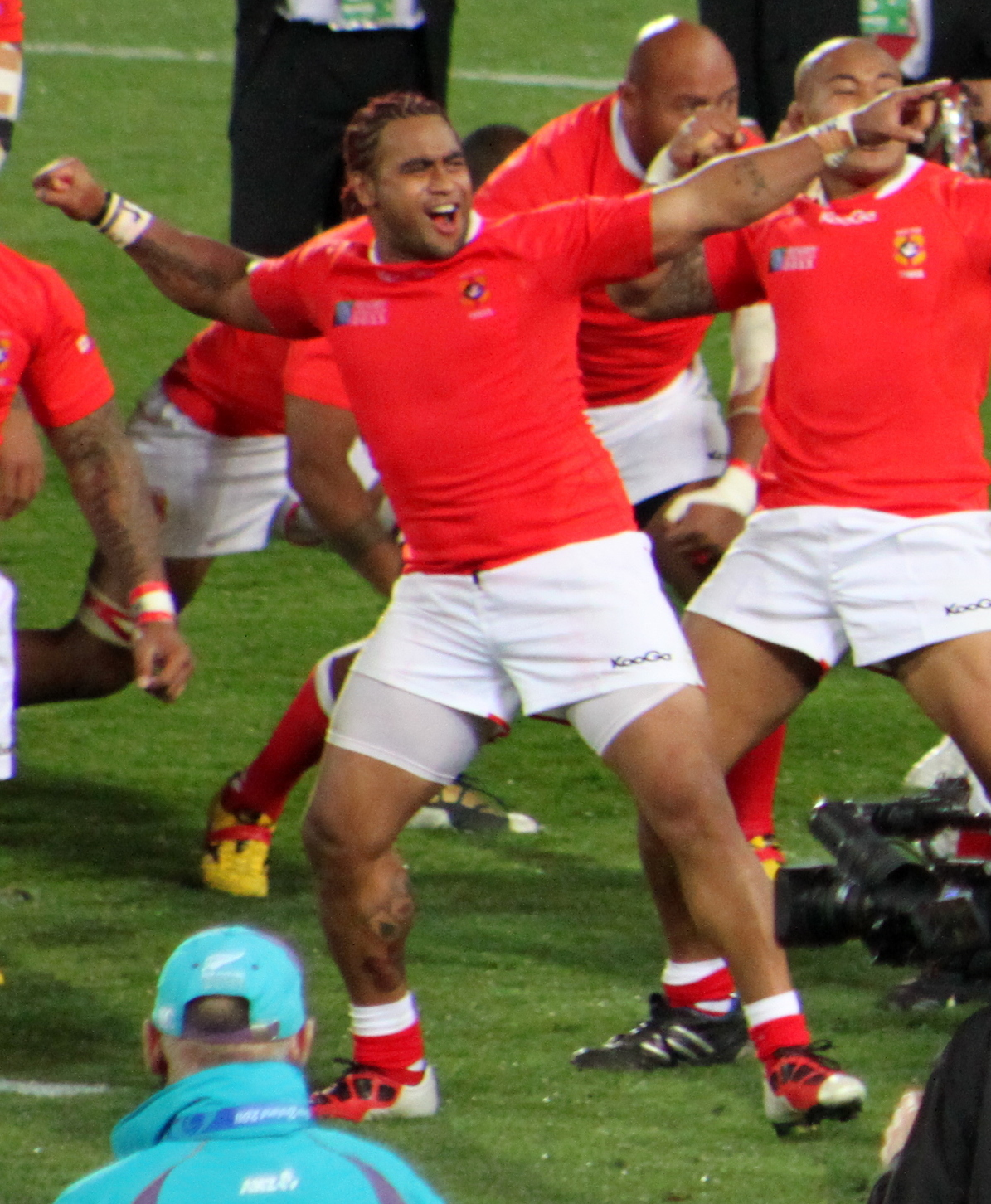
タニエラ・モア／12月16日没

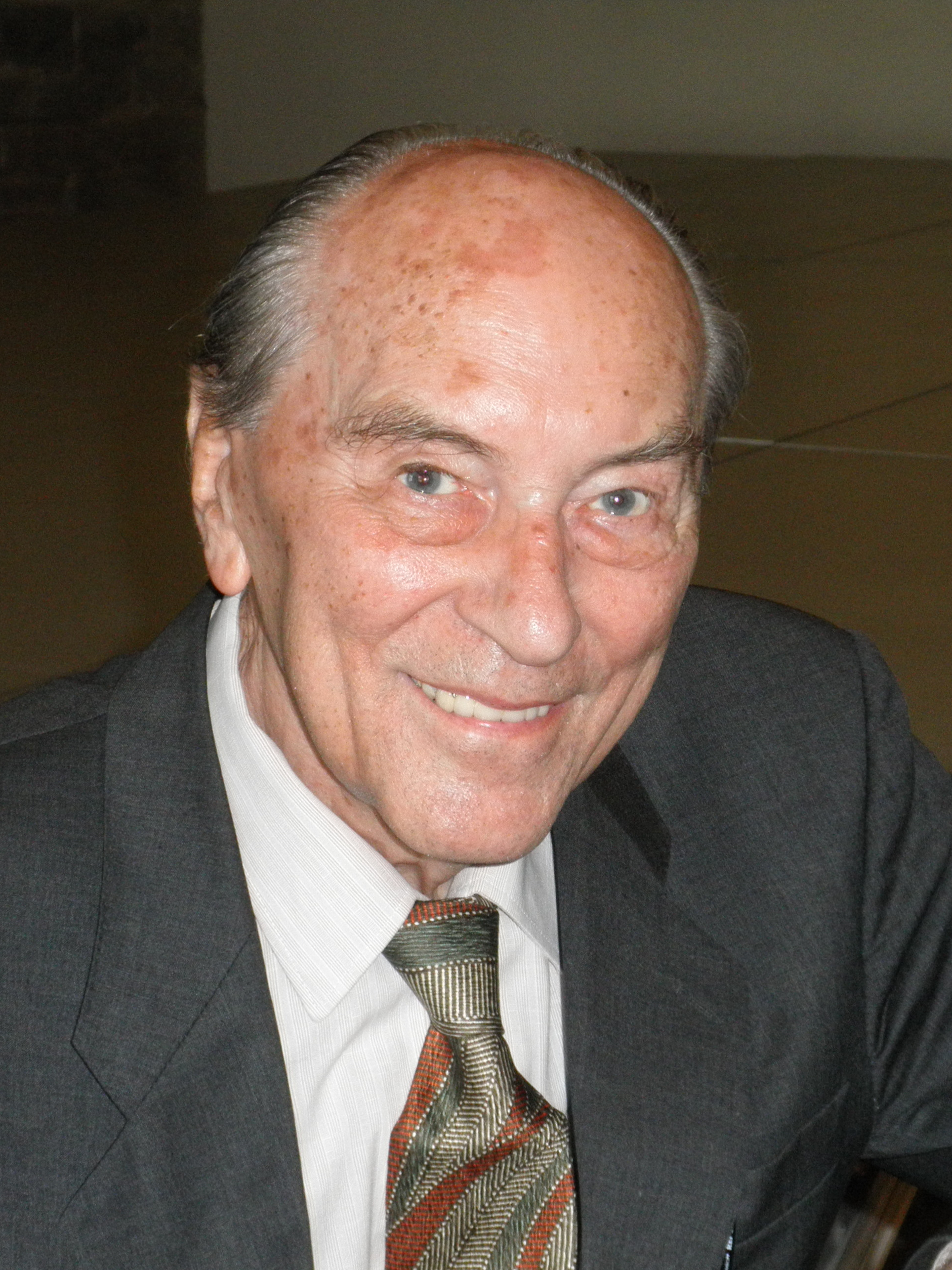
ルートヴィヒ・アルムブルスター／12月18日没

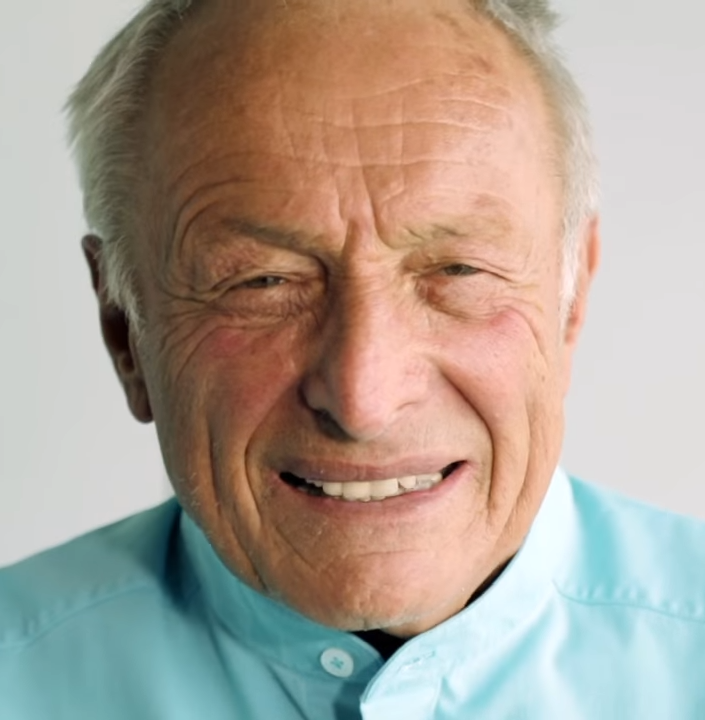
リチャード・ロジャース／12月18日没

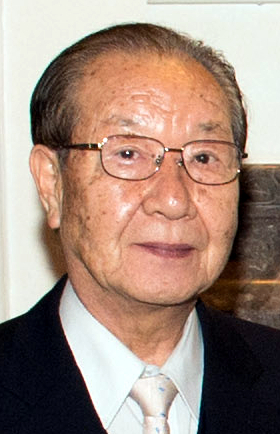
飯塚繁雄／12月18日没

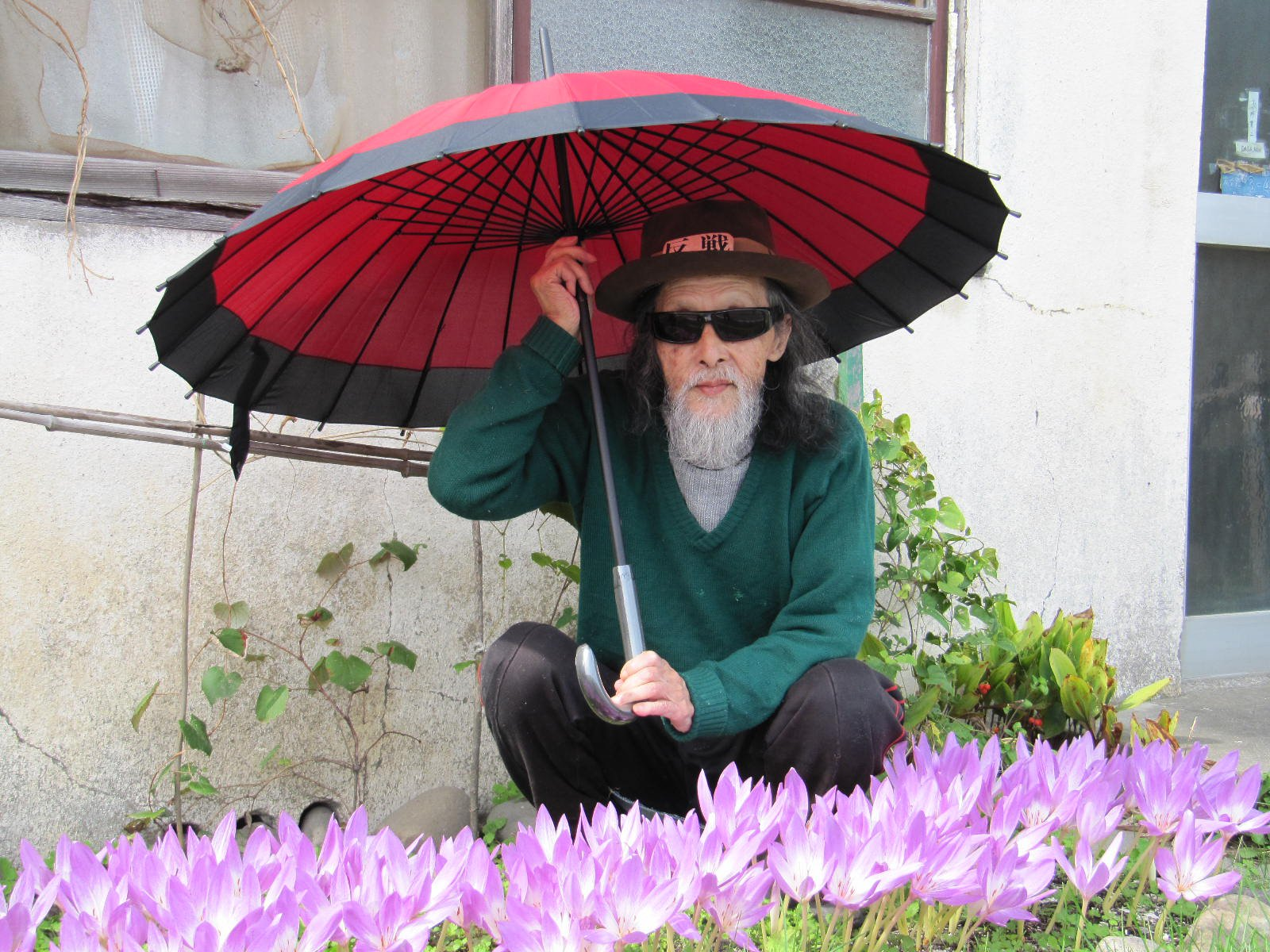
糸井貫二／12月19日没

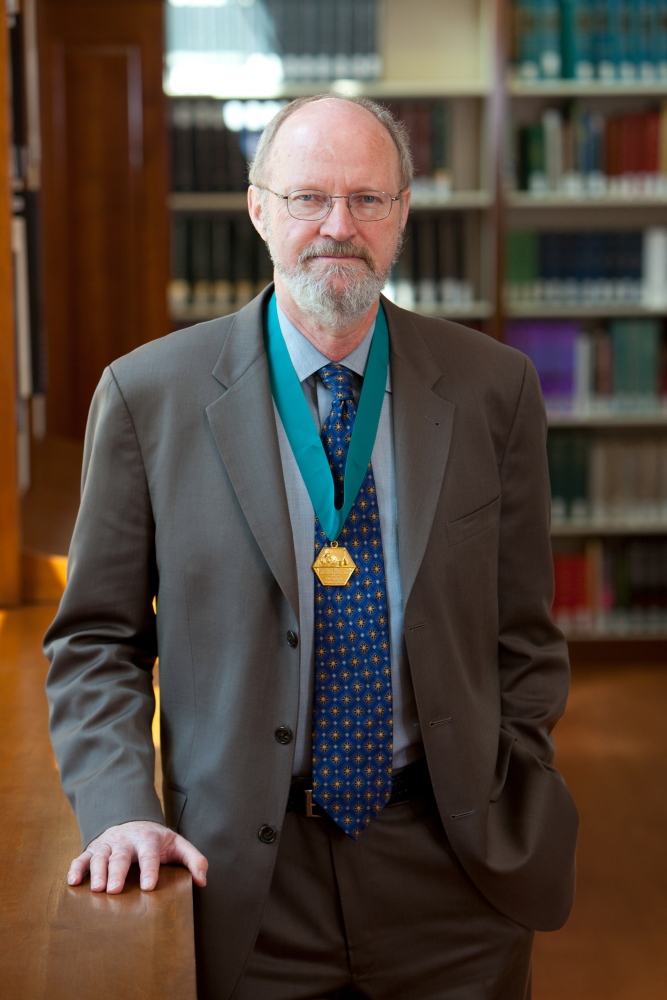
ロバート・グラブス／12月19日没

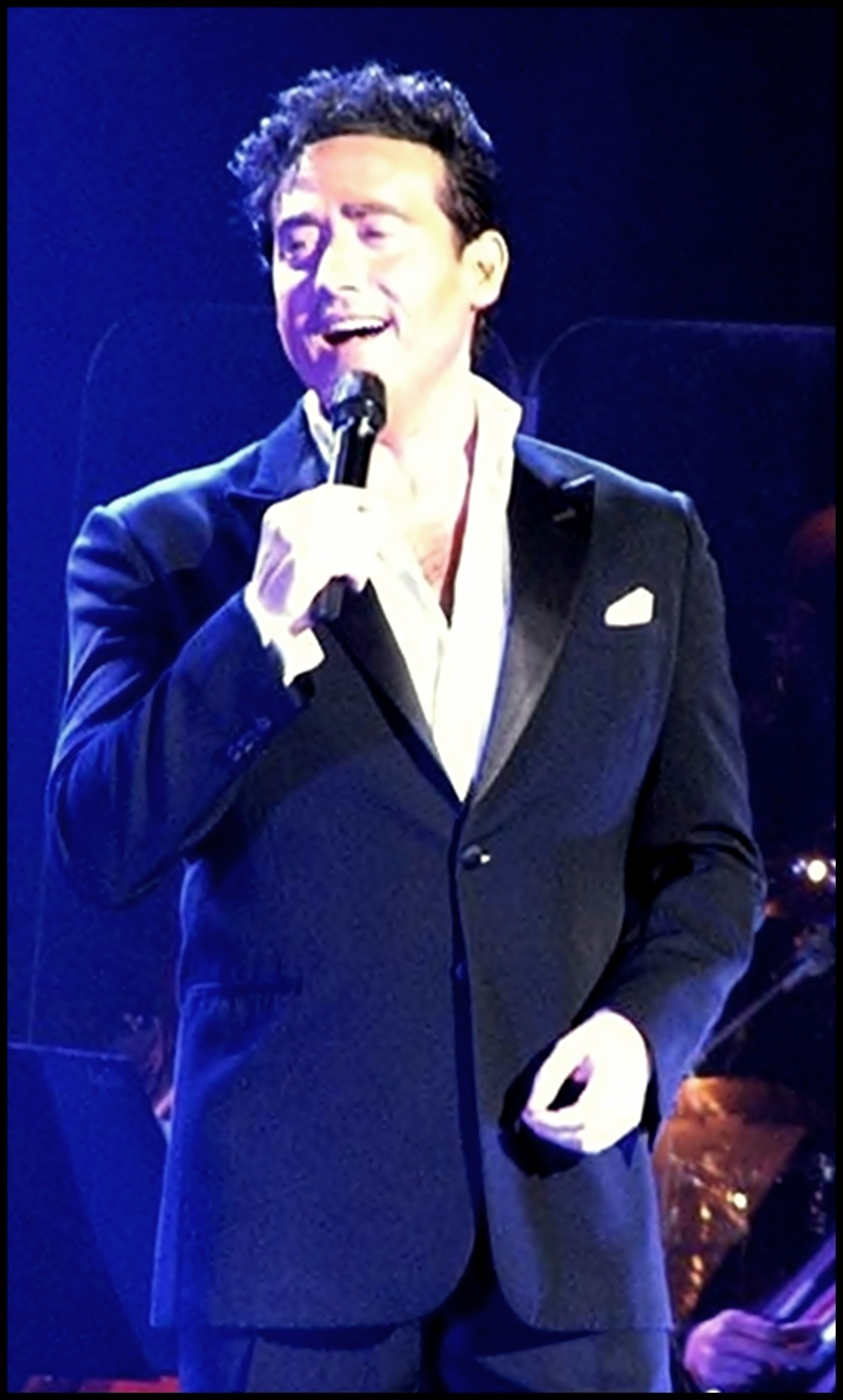
カルロス・マリン／12月19日没

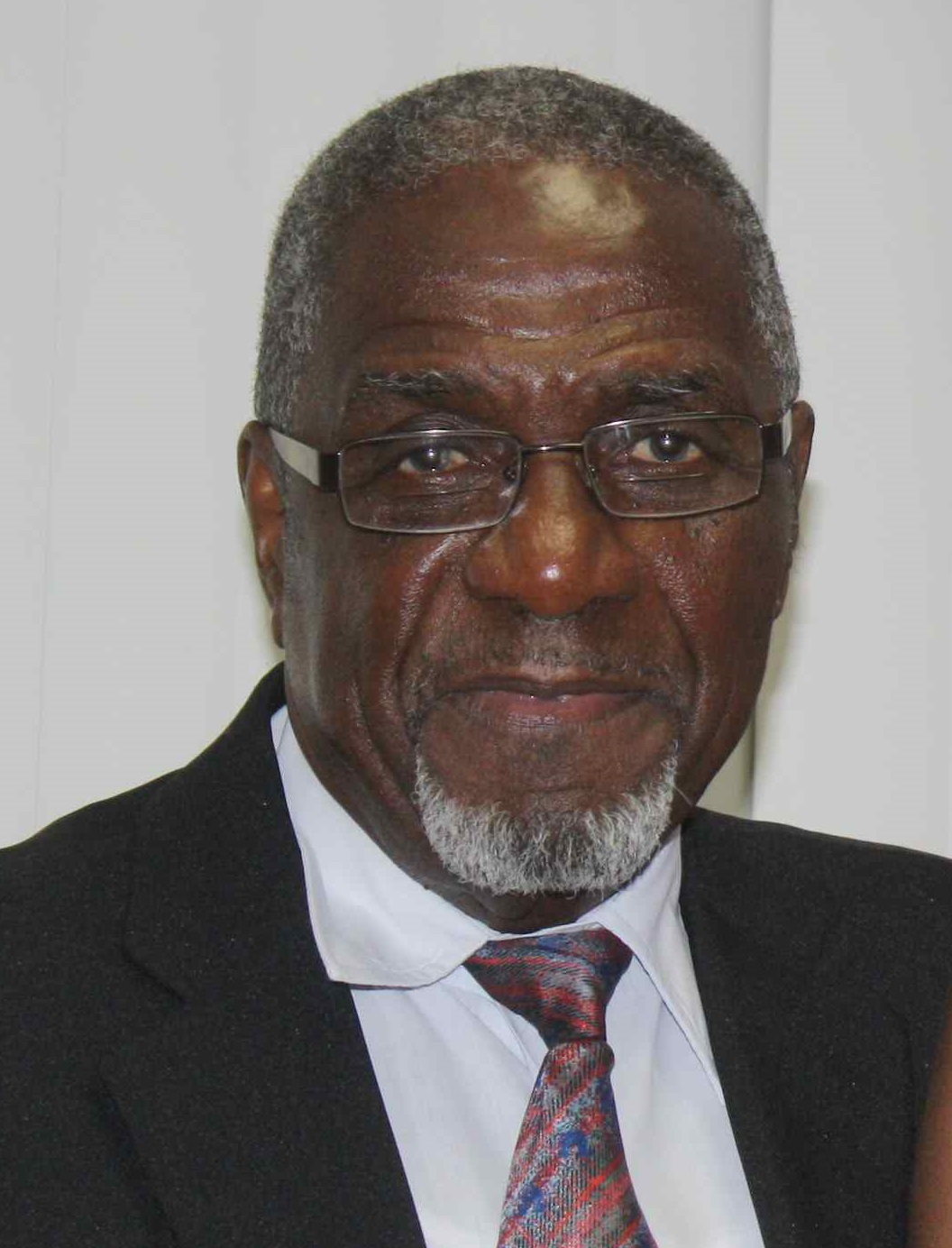
カーライル・グリーン／12月21日没

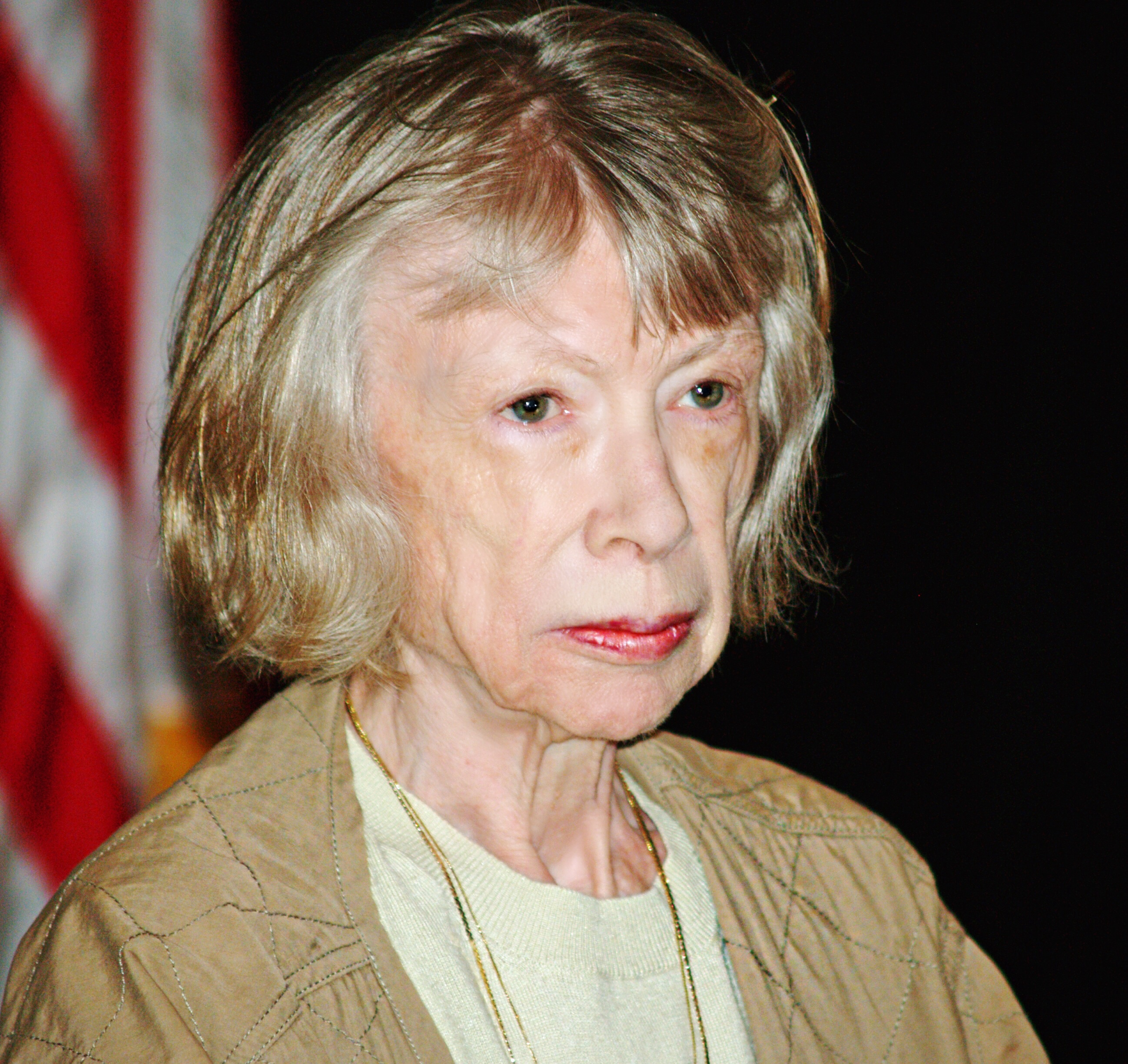
ジョーン・ディディオン／12月23日没

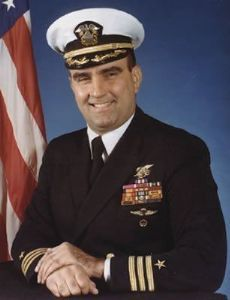
リチャード・マルシンコ／12月25日没

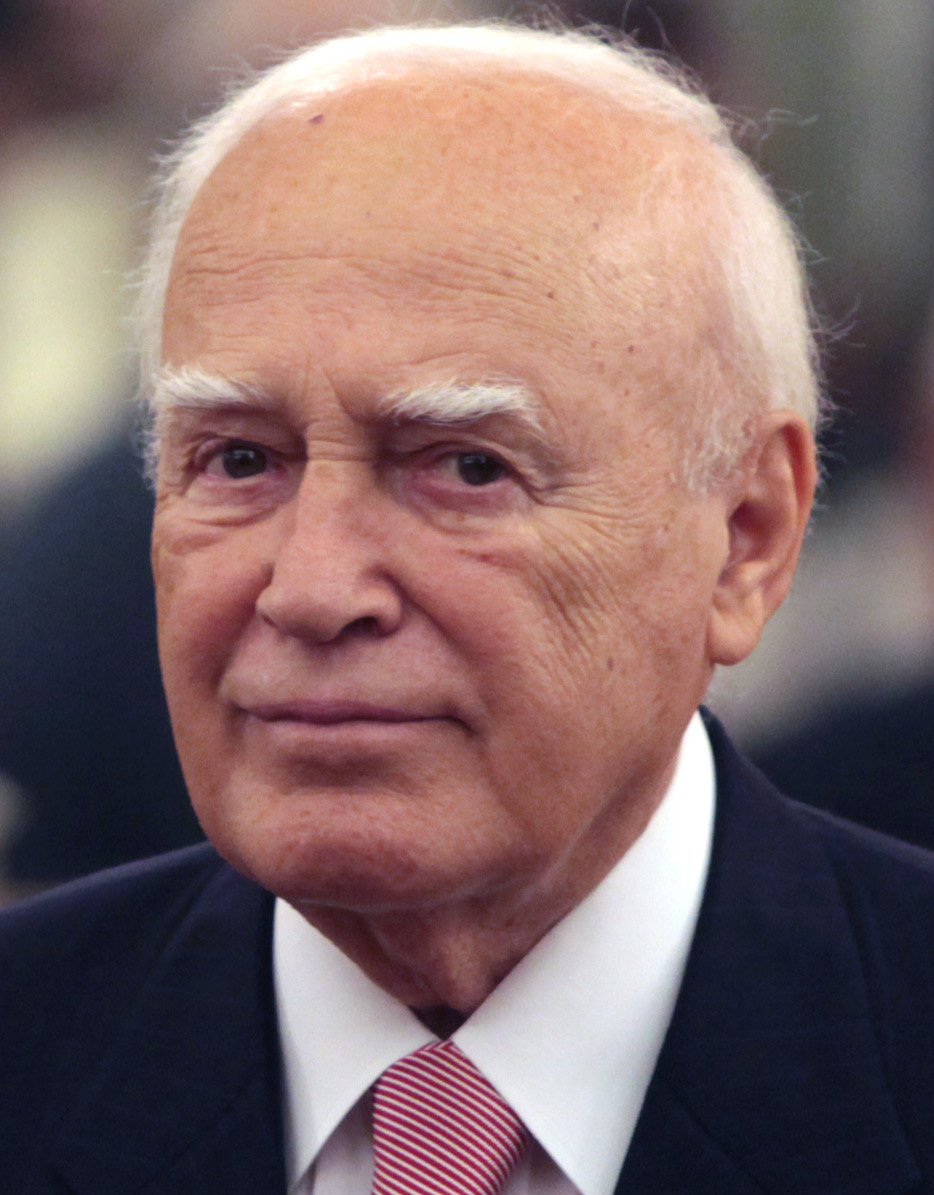
カロロス・パプーリアス／12月26日没

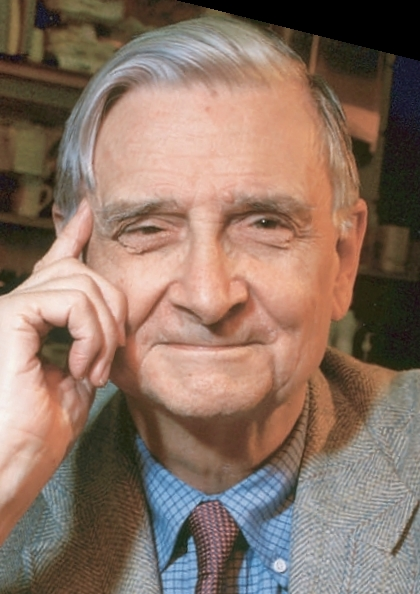
エドワード・オズボーン・ウィルソン／12月26日没

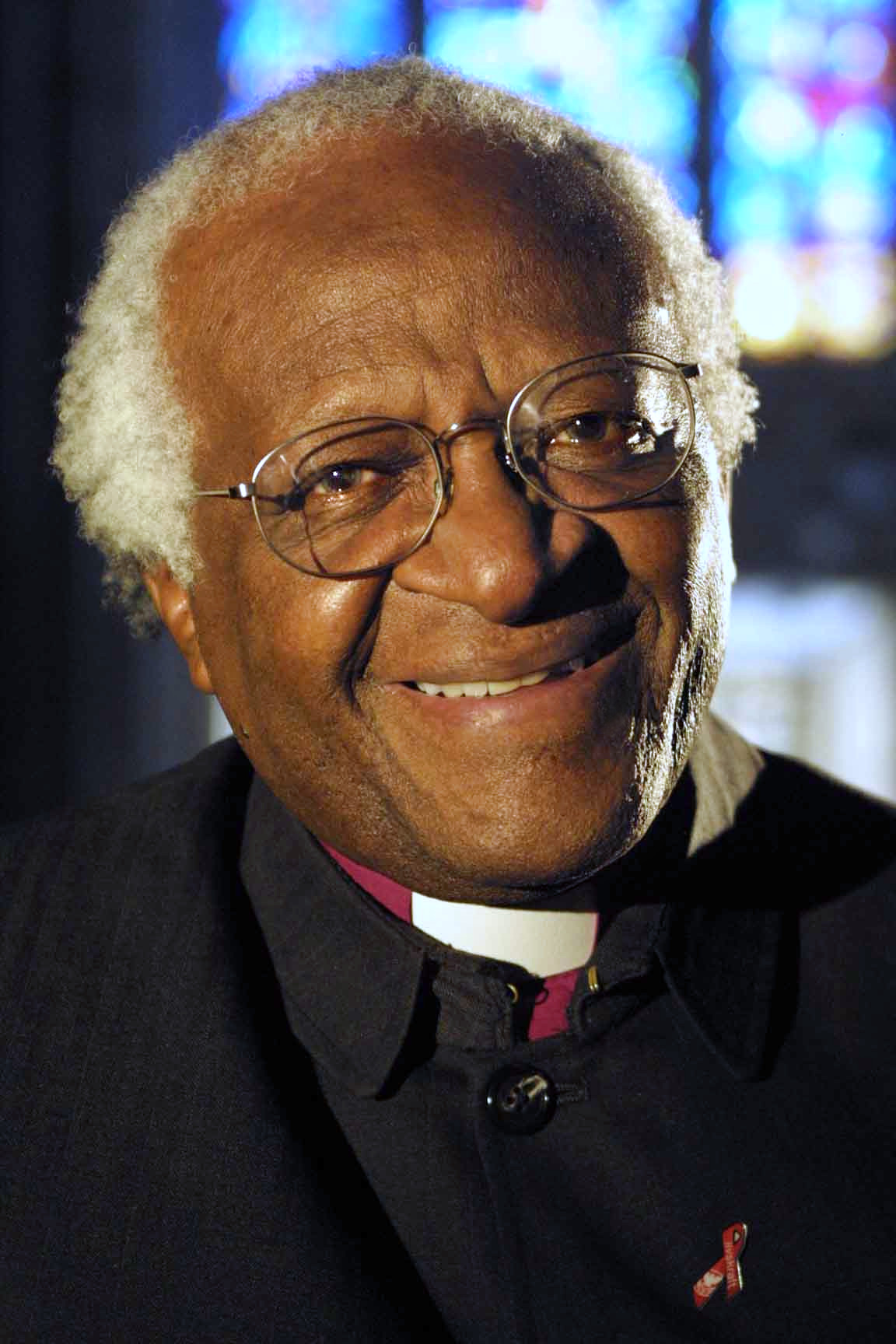
デズモンド・ムピロ・ツツ／12月26日没

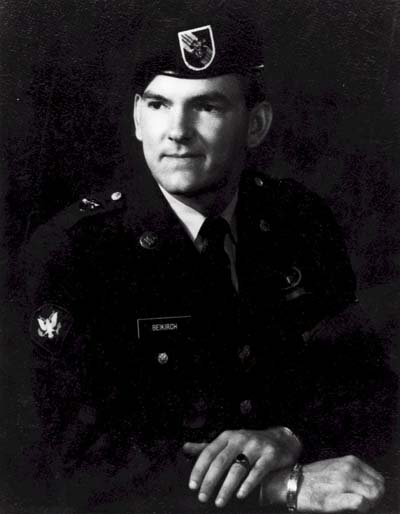
ゲイリー・ベイカーチ／12月26日没

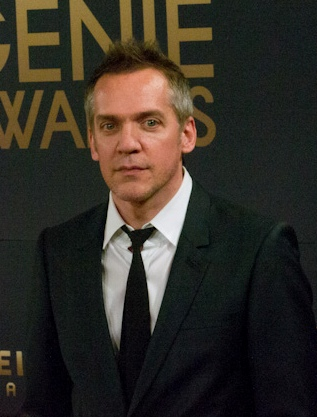
ジャン＝マルク・ヴァレ／12月26日没

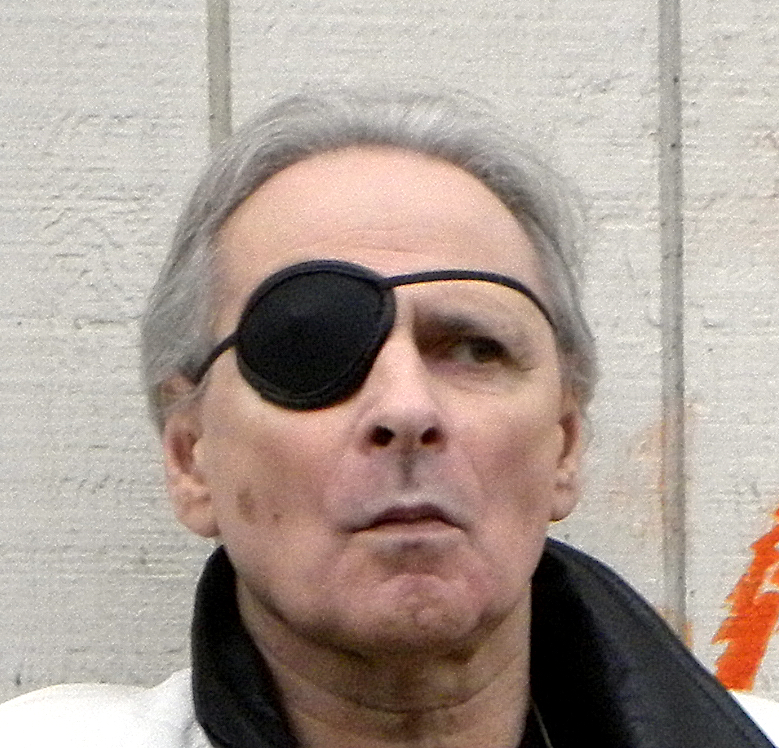
アンドリュー・ヴァクス／12月27日没

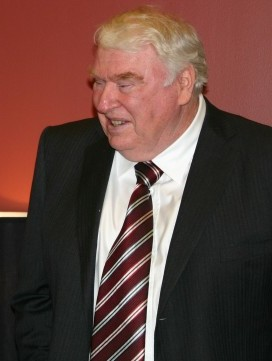
ジョン・マッデン／12月28日没

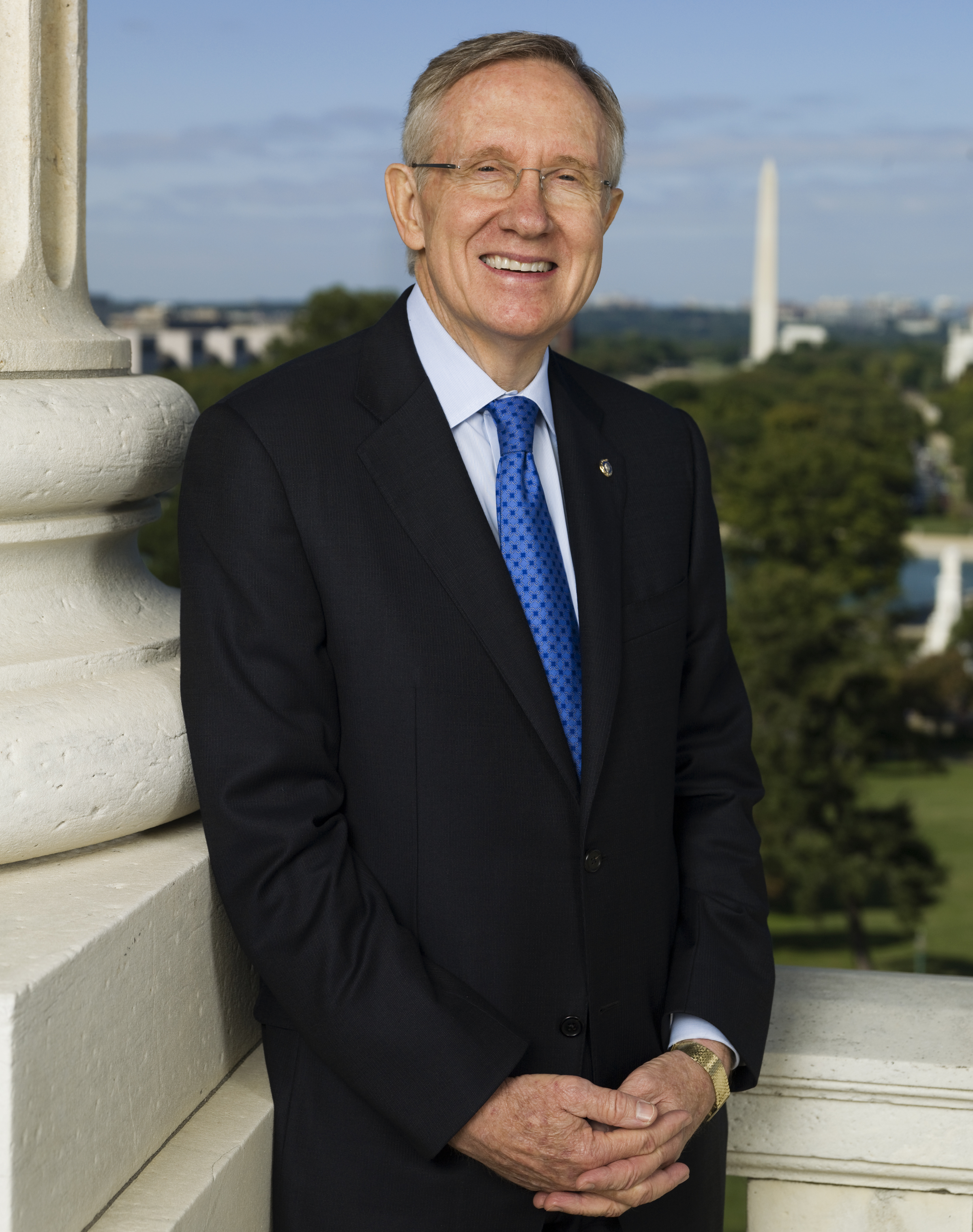
ハリー・リード／12月28日没

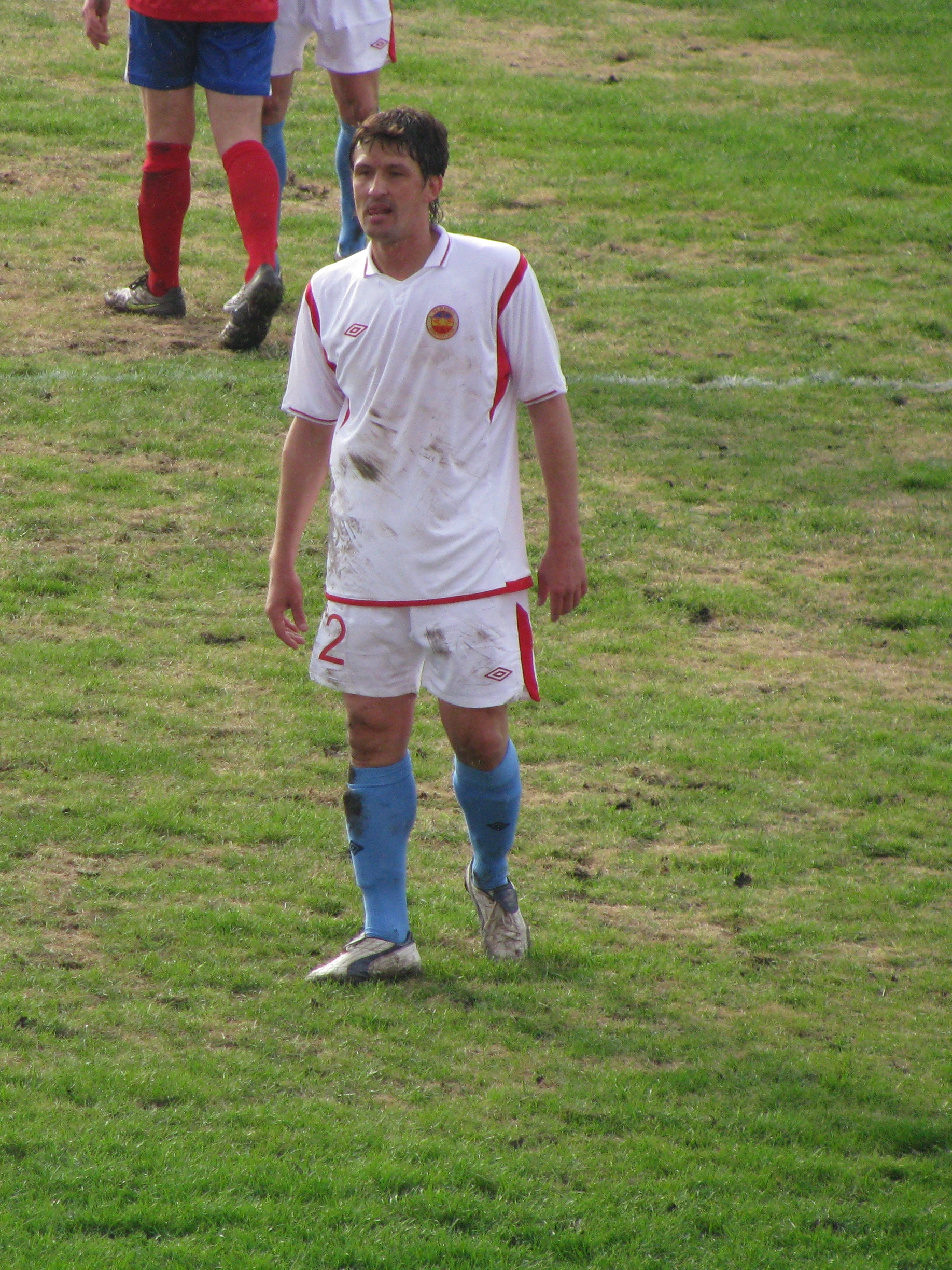
ニコライ・シルショフ／12月28日没

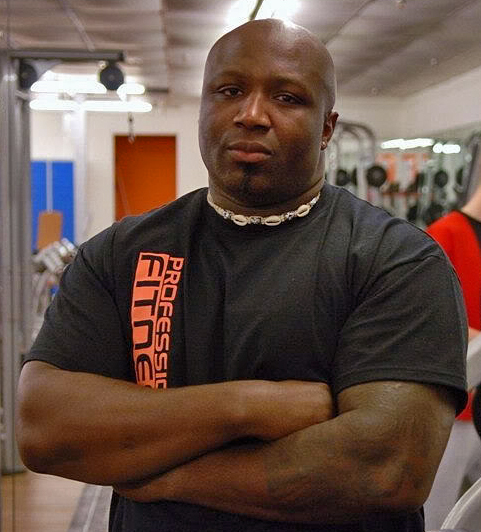
ロイド・ヴァン・ダム／12月29日没

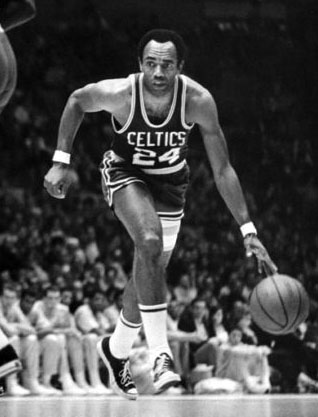
サム・ジョーンズ／12月30日没

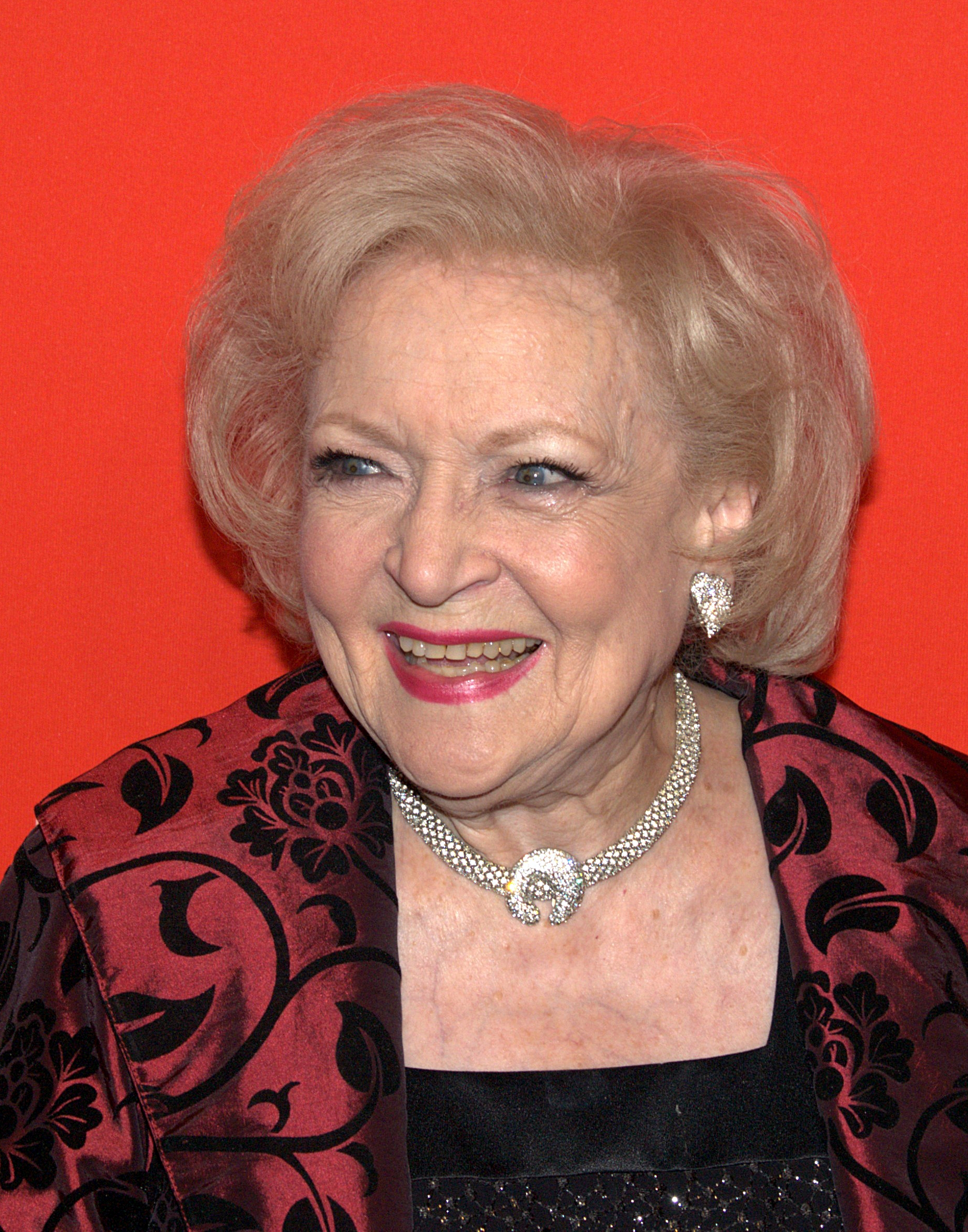
ベティ・ホワイト／12月31日没

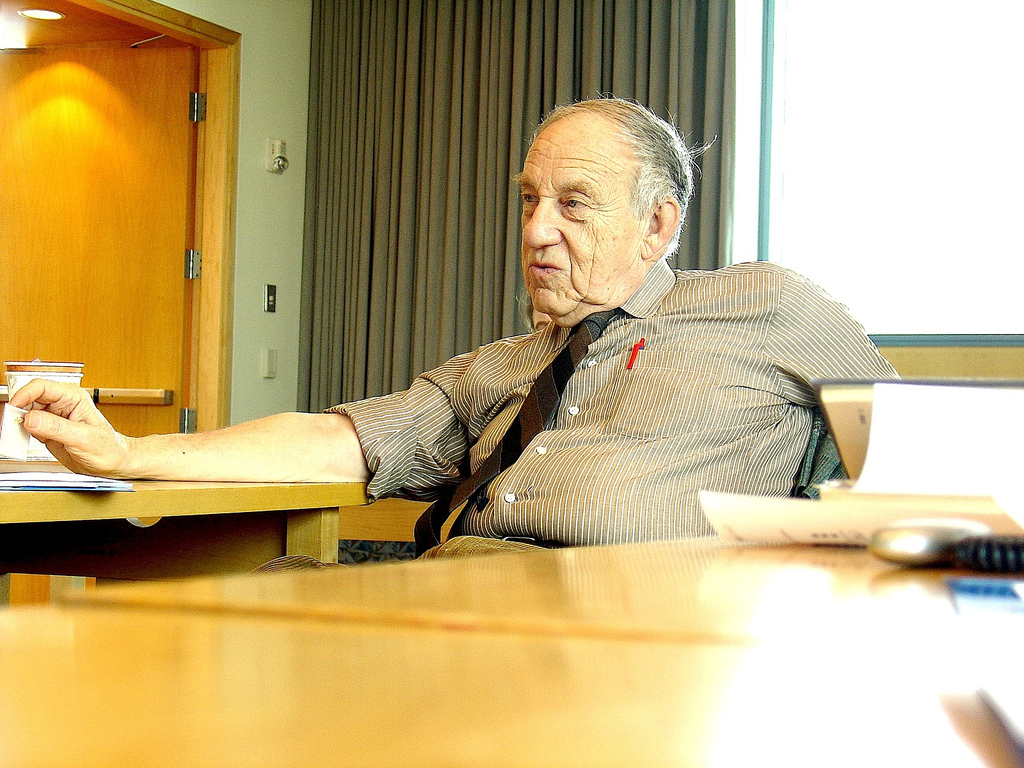
エリフ・カッツ／12月31日没

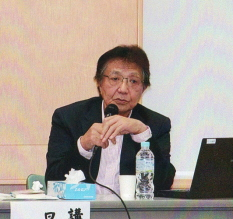
星亮一／12月31日没

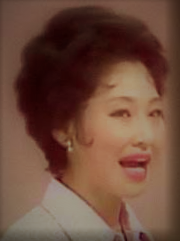
川田孝子／12月31日没

- 12月16日 - 阿麗米罕・色依提、中国の長寿の女性（* 1885年?）[110]
- 12月16日 - ルシア・イリアール（英語版）、チリの元ファーストレディ、アウグスト・ピノチェト夫人（* 1922年）[111]
- 12月16日 - 平岩昌利、日本の神職、代々木八幡宮宮司、東京都神社庁名誉庁長（* 1931年）[112]
- 12月16日 - 桑島博、日本の政治家、元岩手県盛岡市長（* 1932年）[113]
- 12月16日 - パヴレ・デシュパイ（英語版）、クロアチアの作曲家、指揮者（* 1934年）[114]
- 12月16日 - 木全ミツ、日本の元官僚、社会運動家、元国連公使（* 1936年）[115]
- 12月16日 - レナード・ハバード（英語版）、アメリカ合衆国のベーシスト、元ザ・ルーツメンバー（* 1959年）[116]
- 12月16日 - 木下高志、日本の政治家、埼玉県議会議員（* 1959年）[117]
- 12月16日 - キム・チョルミン（朝鮮語版）、韓国のコメディアン（* 1967年）[118]
- 12月16日 - タニエラ・モア、トンガのラグビー選手、元同国代表（* 1985年）[119]
- 12月17日 - 法性弘、日本の元航空自衛官、第24代航空総隊司令官（* 1934年）[120]
- 12月17日 - マジッド・アル＝フッタイム（英語版）、アラブ首長国連邦の実業家、マジドアルフッタイムグループ創業者（* 1935年?）[121]
- 12月17日 - 清水達三、日本の画家、日本芸術院会員（* 1936年）[122]
- 12月17日 - 貝原司研、日本の書家（* 1936年）[123]
- 12月17日 - 陳松勇（中国語版）、台湾の俳優（* 1941年）[124]
- 12月17日 - イヴ・バビッツ、アメリカ合衆国のビジュアルアーティスト、作家（* 1943年）[125]
- 12月17日 - ムラデン・ナレティリッチ（英語版）、ボスニア・ヘルツェゴヴィナ出身のクロアチア人民兵組織指導者、元旧ユーゴスラビア国際戦犯法廷被告（* 1946年）[126]
- 12月17日 - 鷲尾遍隆、日本の真言宗僧侶、石山寺第52世座主（* 1946年）[127]
- 12月17日 - ウィラサク・スントンシー、タイのミュージシャン、カラワン楽団メンバー（* 1950年?）[128]
- 12月17日 - テリー・アトレイ（英語版）、イギリスのベーシスト、スモーキー（英語版）メンバー（* 1951年）[129]
- 12月18日 - ルートヴィヒ・アルムブルスター、チェコ出身のカトリック司祭（* 1928年）[130][131]
- 12月18日 - リチャード・ロジャース、イタリア出身のイギリスの建築家、一代貴族（* 1933年）[132]
- 12月18日 - 飯塚繁雄、日本の人権活動家、北朝鮮による拉致被害者家族連絡会元会長、拉致被害者・田口八重子の長兄（* 1938年）[133]
- 12月18日 - カンゴール・キッド（英語版）、アメリカ合衆国のラッパー、ソングライター、元UTFO（英語版）メンバー（* 1966年）[134]
- 12月18日 - 神田沙也加、日本の女優、歌手、声優（* 1986年）[135]
- 12月19日 - 糸井貫二、日本の前衛芸術家（* 1920年）[136]
- 12月19日 - サリー・アン・ハウズ（英語版）、イギリスの女優、歌手（* 1930年）[137]
- 12月19日 - ロバート・グラブス、アメリカ合衆国の化学者、ノーベル化学賞受賞者（* 1942年）[138]
- 12月19日 - キャリー・グレーブス（英語版）、アメリカ合衆国の元ボート競技選手、1984年ロサンゼルスオリンピック女子エイト金メダリスト（* 1953年）[139]
- 12月19日 - ビル・コンウェイ（英語版）、アメリカ合衆国のドラマー、元モーフィンメンバー（* 1956年）[140]
- 12月19日 - カルロス・マリン、ドイツ出身のスペインの歌手、イル・ディーヴォメンバー（* 1968年）[141][142]
- 12月19日 - ジェイク・グレイ、サモアのラグビー選手、元同国代表（* 1984年）[143]
- 12月19日 - ドレイコ・ザ・ルーラー、アメリカ合衆国のラッパー（* 1993年）[144][145]
- 12月20日 - 馬場璋造、日本の建築評論家（* 1935年）[146]
- 12月20日 - 夏原平和、日本の実業家、平和堂会長・元社長（* 1944年）[147]
- 12月20日 - 内田優、日本の実業家、東海テレビ放送会長・元社長（* 1950年）[148]
- 12月20日 - YASU、日本のヴォーカリスト、パンクバンド「奇形児」メンバー（* 1959年）[149]
- 12月20日 - キメラ・バーティー（英語版）、アメリカ合衆国の元MLB選手・指導者、デトロイト・タイガース一塁コーチ（* 1972年）[150]
- 12月21日 - アンソニー・ウィリアムズ（英語版）、トリニダード・トバゴのスティールパンデザイナー、ミュージシャン（* 1930年）[151]
- 12月21日 - カーライル・グリーン、グレナダの政治家、元グレナダ総督（* 1932年）[152]
- 12月21日 - ゲオルゲ・アレクサンダー・アルブレヒト、ドイツの作曲家、指揮者（* 1935年）[153]
- 12月22日 - リチャード・コンウェイ（英語版）、アメリカ合衆国の特殊効果アーティスト（* 1942年）[154]
- 12月22日 - ロビン・ル・ムシュリエ（英語版）、イギリスのギタリスト、ロッド・スチュワートバンドメンバー（* 1953年）[155]
- 12月22日 - マイク・カーシュナー（初代レザーフェイス、スーパー・レザー）、アメリカ合衆国の元プロレスラー、元W★ING認定世界タッグ王者、世界ブラスナックル王者（* 1957年）[156]
- 12月22日 - ムハレド・アル＝ラカディ（アラビア語版）、オマーンのサッカー選手、同国代表（* 1992年）[157]
- 12月23日 - グレース・ミラベラ、アメリカ合衆国の雑誌編集者、元『ヴォーグ』編集長（* 1929年）[158]
- 12月23日 - ジョーン・ディディオン、アメリカ合衆国の作家（* 1934年）[159]
- 12月23日 - 斎藤偕子、日本のアメリカ演劇研究者、演劇評論家、慶應義塾大学名誉教授（* 1935年）[160]
- 12月23日 - クリス・ディッカーソン、アメリカ合衆国のボディビルダー、ミスター・オリンピア優勝者（* 1939年）[161]
- 12月23日 - 外岡秀俊、日本のジャーナリスト・作家、元朝日新聞編集局長、編集委員（* 1953年）[162]
- 12月23日 - 藤木達弘、日本のテレビプロデューサー・ディレクター【日本放送協会（NHK）所属】、（* 1961年）[163]
- 12月24日 - J・D・クロウ（英語版）、アメリカ合衆国のバンジョー奏者、ニュー・サウス（英語版）メンバー（* 1937年）[164]
- 12月25日 - ウェイン・ティーボー、アメリカ合衆国の画家（* 1920年）[165]
- 12月25日 - 伊藤和彦、日本の畜産学者、北海道大学名誉教授（* 1931年?）[166]
- 12月25日 - ジョナサン・スペンス、イギリス出身のアメリカ合衆国の中国史学者（* 1936年）[167]
- 12月25日 - リチャード・マルシンコ、アメリカ海軍の元軍人、セキュリティコンサルタント、作家（* 1940年）[168]
- 12月26日 - カロロス・パプーリアス、ギリシャの政治家、第7代大統領、元外相（* 1929年）[169]
- 12月26日 - 岡田晴美、日本のソプラノ歌手、神戸女学院大学名誉教授（* 1929年）[170]
- 12月26日 - エドワード・オズボーン・ウィルソン、アメリカ合衆国の生物学者（* 1929年）[171]
- 12月26日 - 井川成正、日本の政治家、元山口県下松市長（* 1930年）[172]
- 12月26日 - デズモンド・ムピロ・ツツ、南アフリカの聖公会牧師、人権活動家、神学者（* 1931年）[173]
- 12月26日 - ゲイリー・ベイカーチ、アメリカ合衆国の元軍医（* 1947年）[174]
- 12月26日 - ジャン＝マルク・ヴァレ、カナダの映画監督（* 1963年）[175][176]
- 12月27日 - 藤岡真佐夫、日本の元官僚、元アジア開発銀行総裁（* 1924年）[177]
- 12月27日 - 辻信一郎、日本の実業家、元ロックペイント社長（* 1934年）[178]
- 12月27日 - 井上秀一、日本の実業家、元NTT東日本社長（* 1938年?）[179]
- 12月27日 - アンドリュー・ヴァクス、アメリカ合衆国の推理作家（* 1942年）[180]
- 12月27日 - ケリー・ヒューム（英語版）、ニュージーランドの小説家、ブッカー賞受賞者（* 1947年）[181]
- 12月28日 - 三郎、日本の大相撲呼出（* 1927年）[182]
- 12月28日 - ジョン・マッデン、アメリカ合衆国のアメリカンフットボール指導者・解説者、プロフットボール殿堂（* 1936年）[183]
- 12月28日 - ハリー・リード、アメリカ合衆国の政治家、元上院議員、第24代上院多数党院内総務（* 1939年）[184]
- 12月28日 - グリシュカ・ボグダノフ（フランス語版）、フランスのテレビプロデューサー、タレント、理論物理学者、ボグダノフ事件の当事者（* 1949年）[185][186]
- 12月28日 - ウーゴ・マラドーナ、アルゼンチンのサッカー選手【アビスパ福岡、コンサドーレ札幌などに所属】（* 1969年）[187]
- 12月28日 - ニコライ・シルショフ、ウズベキスタンの元サッカー選手、元同国代表（* 1974年）[188]
- 12月29日 - 瀬川昌久、日本の音楽評論家（* 1924年）[189]
- 12月29日 - ロイド・ヴァン・ダム、スリナム出身のオランダの元キックボクサー（* 1972年）[190]
- 12月29日 - 高橋茂章、日本のキックボクサー（* 1989年）[191]
- 12月30日 - サム・ジョーンズ、アメリカ合衆国の元バスケットボール選手・指導者、バスケットボール殿堂【ボストン・セルティックス所属】（* 1933年）[192]
- 12月30日 - レナート・スカルパ（英語版）、イタリアの俳優（* 1939年）[193]
- 12月30日 - 昭和こいる、日本の漫才師（* 1944年）[194]
- 12月30日 - カレル・ロプライス、チェコのラリーレイドドライバー、6度のダカール・ラリー優勝者（* 1949年）[195]
- 12月31日 - ベティ・ホワイト、アメリカの女優（* 1922年）[196][197]
- 12月31日 - イヴァン・モズゴヴェンコ（英語版）、ロシアのクラリネット奏者、音楽教師（* 1924年）[198]
- 12月31日 - エリフ・カッツ、アメリカ合衆国出身のイスラエルの社会学者（* 1926年）[199]
- 12月31日 - 藤原広子、日本の政治家、元衆議院議員【日本共産党所属】（* 1926年）[200]
- 12月31日 - 細田勝、日本のアナウンサー（元文化放送）、相撲ジャーナリスト（* 1931年）[201]
- 12月31日 - 星亮一、日本の小説家（* 1935年）[202]
- 12月31日 - 川田孝子、日本の童謡歌手（* 1936年）[203]
- 12月31日 - ストロング小林、日本の元プロレスラー、俳優（* 1940年）[204]
- 12月31日 - ワジム・ハムツキフ、ロシアの元バレーボール選手・指導者、元同国代表、2000年シドニーオリンピック銀メダリスト（* 1969年）[205]

## 没日不詳
- 不詳 - 伊藤淳二、日本の実業家、鐘淵紡績（カネボウ）元社長・会長、日本航空元会長（* 1922年）[206]